# Ален Делон
Але́н Дело́н (фр. вимова: [alɛ̃ dəlɔ̃], повне ім'я — Але́н Фаб'є́н Морі́с Марсе́ль Дело́н (фр. Alain Fabien Maurice Marcel Delonⓘ); 8 листопада 1935, Со, О-де-Сен — 18 серпня 2024, Душі-Монкорбон, Луаре) — французько-швейцарський актор кіно та театру, кінопродюсер, сценарист і режисер. Ветеран першої індокитайської війни. Вважається не лише зіркою та секс-символом європейського кінематографа, а й «найкрасивішим актором кіно за всю історію».
Його кар'єра почалася 1957 року. Один із найпопулярніших акторів французького кіно, знімався у фільмах, які загалом зібрали близько 134 мільйонів глядачів у кінотеатрах, що зробило його популярнішим за Луї де Фюнеса та Жана-Поля Бельмондо. Делон грав разом з такими видатними акторами, як Жан Габен, Бріжіт Бардо, Ентоні Квінн, Ліно Вентура, Катрін Деньов тощо. Велика кількість фільмів стали «класикою», зокрема: «На яскравому сонці», «Рокко та його брати», «Леопард», «Нескорений», «Самурай», «Басейн», «Сицилійський клан», «Борсаліно», «Мосьє Кляйн» і багато інших.
Хоч актор не знімався в Голлівуді постійно, він відомий як у Сполучених Штатах, так і в Європі, а також в Азії, де розгорнув підприємницьку діяльність. Офіцер ордену Почесного легіону, у 1985 році отримав премію «Сезар» за найкращу чоловічу роль у фільмі «Наша історія» та «Пальму честі» на Каннському кінофестивалі 2019 року за кар'єрні досягнення.

## Біографія

### Походження та дитинство
Ален Фаб'єн Моріс Марсель Делон народився 8 листопада 1935 року в комуні Со, департамент Сена (нині — О-де-Сен), приблизно за 10 км від центру Парижа. Його батько, Фаб'єн (фр. Fabien Delon; 1904—1977), був директором кінотеатру «Le Régina» в Бур-ла-Рен, а мати, Едіт Арнольд (фр. Édith Arnold; 1911—1995) — аптекаркою. За мірками Франції тих років Делони були дрібними буржуа. Вони походять з комуни Сен-Венсан-Лепінасс, що в Окситанії, а родовід сягає XV століття, коли жив Жан Делон. Відомо, що прадід Алена по батьківській лінії, Фаб'єн Делон (1829—1909), був нагороджений орденом Почесного легіону в 1892 році та працював інженером мостів і доріг. Бабуся по батьківській лінії, Марія-Антуанетта Евангеліста (фр. Marie-Antoinette Evangelista; 1867—1939)[неавторитетне джерело], була корсиканкою й у своєму рідному місті, Прунеллі-ді-Фьюморбо, 1888 року взяла шлюб з дідом Жаном-Марселем Делоном, збирачем податків на Корсиці[неавторитетне джерело]. За сімейною легендою, Евангелісти були бонапартистами.

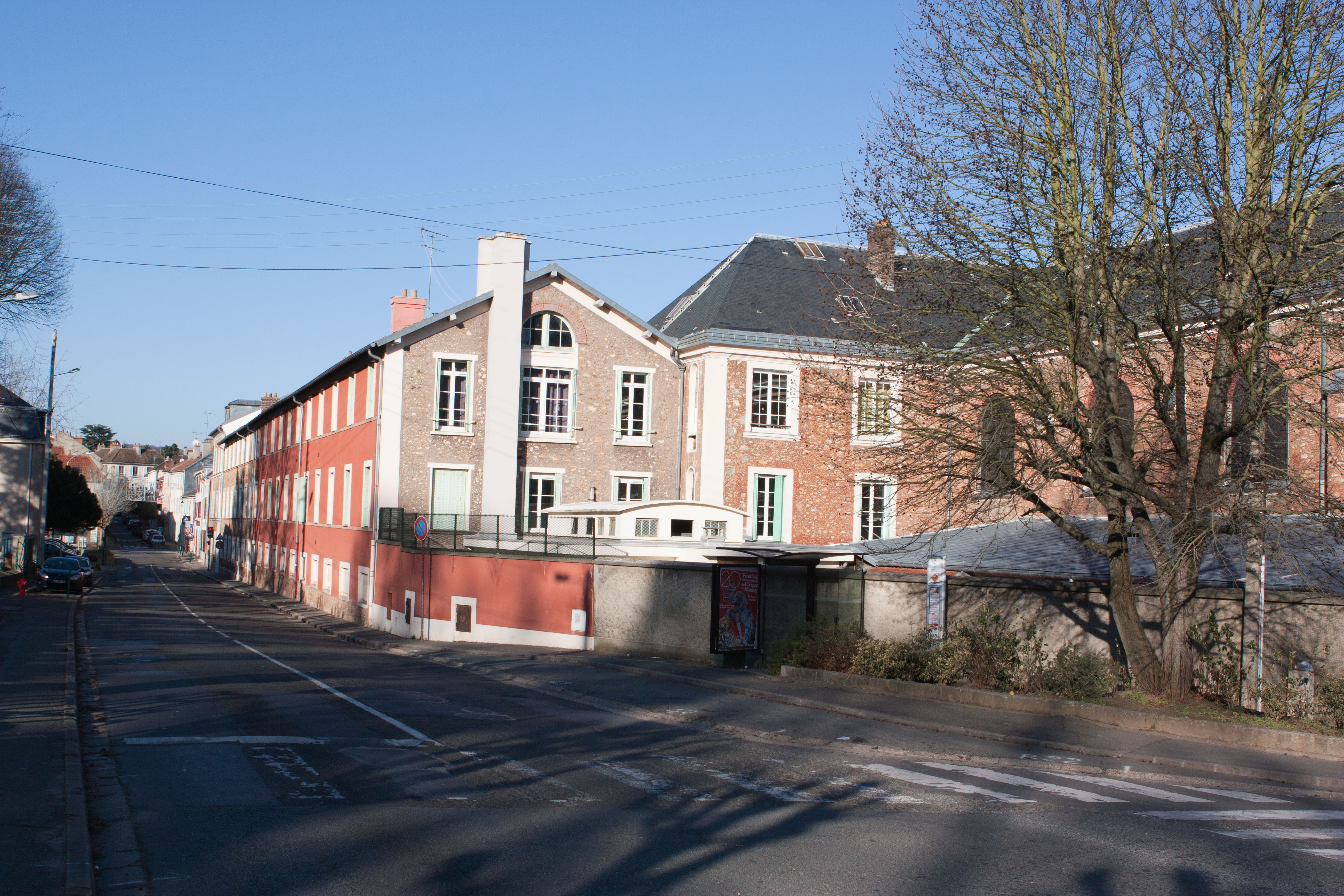
Пансіонат Saint-Nicolas d'Igny, де вчились Делон і Саломе

Ален був єдиною дитиною в сім'ї і мав важке дитинство, що припало на роки Другої світової війни та правління режиму Віші. Хлопцю не минуло й п'яти років, як 1939 року батьки розлучилися. Його віддали в так звану «помічну сім'ю», що стало дитячою травмою й вплинуло на все життя. Батьком цього сімейства був тюремний наглядач у Френі. Ален, живучи по сусідству з в'язницею, навіть чув залп під час страти колаборанта П'єра Лаваля. Потім його перемістили в католицький пансіонат святого Миколая в Іньї, де майбутня кінозірка провів юність з другом дитинства, Жераром Саломе. Усього Делона шість разів виключали зі шкіл. Матір вдруге вийшла заміж за Поля Булоня, торговця м'ясом і гастрономією з Бур-ла-Рен, і подружжя забрало хлопця до себе. Як тільки Ален підріс, вітчим влаштував його у свою м'ясну крамницю.
У 14 років Алену випала нагода зіграти роль у 22-секундному німому фільмі «Викрадення» (фр. Le Rapt) Олів'є Бургіньона, батька одного з друзів. Того ж року Ален втік з дому, мріючи потрапити в Чикаго, але юнака затримала поліція в Бордо.

### Армія та війна
Напередодні мобілізації у французьку армію через війну в Індокитаї, в ході якої французи та союзники воювали з місцевими націоналістами Лаосу та Камбоджі, а також комуністами В'єтміню, Делон пройшов службу в Національних військово-морських силах. На той час йому було 17 років. Після морського навчального центру Понт-Реан 1953 року його перевели в школу зв'язківців у Ла-Лонд-ле-Мор. Після того, як Алена зловили на крадіжці обладнання, керівництво дало йому вибір: або звільнення з флоту або продовження терміну служби контракту від трьох до п'яти років. Він обрав другий варіант.
Делон спочатку служив матросом 1-го класу, потім його призначили в охоронну роту Сайгонського арсеналу. Ближче до кінця війни Алена заарештували за викрадення військового позашляховика та поїздку, під час якої автомобіль перекинувся. Через це в нього вилучили ліцензію на радіозв'язок і звільнили.
Період служби в морській піхоті справив на майбутню зірку європейського кіно великий вплив: він відкрив для себе військову дисципліну, почуття честі та патріотизму до Франції. У нього розвинулася пристрасть до зброї, і він почав захоплюватися зіркою тодішніх екранів, Жаном Габеном завдяки фільму «Не чіпай здобич» (фр. Touchez pas au grisbi) 1954 року, який тоді показували в Сайгоні (нині — місто Хошимін, колишня столиця французького протекторату).

### Кінець 1950-х: початок кар'єри
Повернувшись 1956 року в Париж, де він познайомився зі співачкою Далідою, з якою пізніше буде роман, Ален брався за будь-яку роботу: вантажником, офіціантом у кафе поблизу Єлисейських полів. На Монмартрі він познайомився зі злочинним світом (зокрема, бандою Trois Canards). Зустріч у джаз-клубі Saint-Germain і подальші романтичні стосунки з акторкою Бріжит Обер стали поворотним моментом у житті Алена. Невдовзі у кварталі Сен-Жермен-де-Пре Делона помітив молодий актор Жан-Клод Бріалі та запросив відвідати разом Каннський кінофестиваль, де статура і «янгольське обличчя» молодика не залишилися непоміченими попри відсутність будь-якої акторської підготовки.
У Римі, живучи разом із Жаном Паоло Барб'єрі, що пізніше став відомим італійським фотографом, Делона помітив американський кінопродюсер Девід Сельцник. Він запропонував Алену семирічний контракт у Сполучених Штатах за умови вивчення англійської мови. Ще у Франції Делон почав її вивчати і планував погодитися на пропозицію, але в розмові з режисером Івом Аллегре, той переконав актора залишитися на батьківщині.
Знайомство з Аллегре відбулось завдяки дружині останнього, Мішель Корду, коханцем якої був Ален Делон і саме вона переконала чоловіка дати Алену хоч і не велику, але досить помітну роль у фільмі «Коли втручається жінка» (фр. Quand la femme s'en mêle). Якщо не враховувати участь у 22-секундній короткометражці, де знявся Ален у дитинстві, це був дебют, він так його коментував:
Я нічого не вмів робити. Аллегре так подивився на мене і сказав: «Слухай мене уважно, Алене. Говори так, як говориш зі мною. Дивись, як ти дивишся на мене. Слухай, як ти слухаєш мене. Не грай, живи». Це все змінило. Якби Ів Аллегре не сказав мені цього, у мене б не було цієї кар’єри.
оригінальний текст
Je ne savais rien faire. Allégret m'a regardé comme ça et il m'a dit: " Écoute-moi bien, Alain. Parle comme tu me parles. Regarde comme tu me regardes. Écoute comme tu m'écoutes. Ne joue pas, vis ". Ça a tout changé. Si Yves Allégret ne m'avait pas dit ça, je n'aurais pas eu cette carrière.

— Ален Делон про дебют в кіно та слова Іва Аллегре, режисера першого фільму, де зіграв Ален Делон, 
Моя кар'єра не має нічого спільного з комедійною діяльністю. Комедіант — це покликання. Це суттєва різниця — і тут немає нічого принизливого — між Бельмондо та Делоном. Я — актор, Жан-Поль — комедіант. Комедіант грає, він роками вчиться, поки актор живе. Я завжди жив своїми ролями. Я ніколи не грав. Актор — випадковість. Я — випадковість. Моє життя — випадковість. Моя кар'єра — випадковість.

Ma carrière n’a rien à voir avec le métier de comédien. Comédien, c’est une vocation. C’est la différence essentielle – et il n’y a rien de péjoratif ici – entre Belmondo et Delon. Je suis un acteur, Jean-Paul est un comédien. Un comédien joue, il passe des années à apprendre, alors que l’acteur vit. Moi, j’ai toujours vécu mes rôles. Je n’ai jamais joué. Un acteur est un accident. Je suis un accident. Ma vie est un accident. Ma carrière est un accident.

Наступного, 1958 року, на екрани вийшла кінокомедія «Будь красивою та помовчуй» (фр. Sois belle et tais-toi) Марка Аллегре, старшого брата Іва, на зйомках якої Ален познайомився з Мілен Демонжо, Анрі Відалем, а також ще одним, таким же, як і він, актором-початківцем: Жаном-Полем Бельмондо. Того ж року Делон отримав свою першу головну роль драгунського обер-лейтенанта Франца Лобгаймера в історичній драмі «Крістіна» (фр. Christine) режисера П'єра Гаспара-Юї. На знімальному майданчику він познайомився з молодою австрійською акторкою Ромі Шнайдер, що зіграла головну жіночу роль у фільмі, і між ними почався роман, що тривав до 1963 року.
Після «Крістіни» Делон мав успіх у комедії «Слабкі жінки» (фр. Faibles Femmes) Мішеля Буарона, де зіграв головну чоловічу роль в оточенні цілого ряду французьких акторок: вже згаданої Мілен Демонжо, Паскаль Петі, Жаклін Сассар тощо. У драмедії «Дорога школярів» (фр. Le Chemin des écoliers) того ж режисера, екранізації роману Марселя Еме, він зіграв сина персонажа Бурвіля.

### 1960-ті: злет кар'єри
Справжнє визнання акторові принесла роль у фільмі 1960 року «На яскравому сонці» (фр. Plein Soleil) режисера Рене Клемана, знятому за романом американської письменниці Патриції Гайсміт «Талановитий містер Ріплі» (англ. The Talented Mr. Ripley). Делон став першим виконавцем ролі Тома Ріплі — психопатичного лиходія, шахрая та серійного вбивці. Пізніше цього ж персонажа зіграють Метт Деймон («Талановитий містер Ріплі»), Джон Малкович («Гра Ріплі») та інші актори. Партнерами по знімальному майданчику Алена став його близький друг Моріс Роне та Марі Лафоре, а також невелику епізодичну роль виконала наречена Ромі. Наступним успіхом стала драма «Рокко та його брати» (італ. Rocco e i suoi fratelli) італійського режисера Лукіно Вісконті, який отримав «Великий приз» журі на Венеційському кінофестивалі. Невдовзі актор-початківець знявся разом з Бріжіт Бардо в романтичному кіноальманасі «Знамениті любовні історії» (фр. Les Amours célèbres) Мішеля Буарона, костюмованому фільмі, натхненному коміксами Поля Гордо. У тому ж році Ален Делон почав підприємницьку діяльність, купивши ресторан La Camargue в Старій Ніцці.

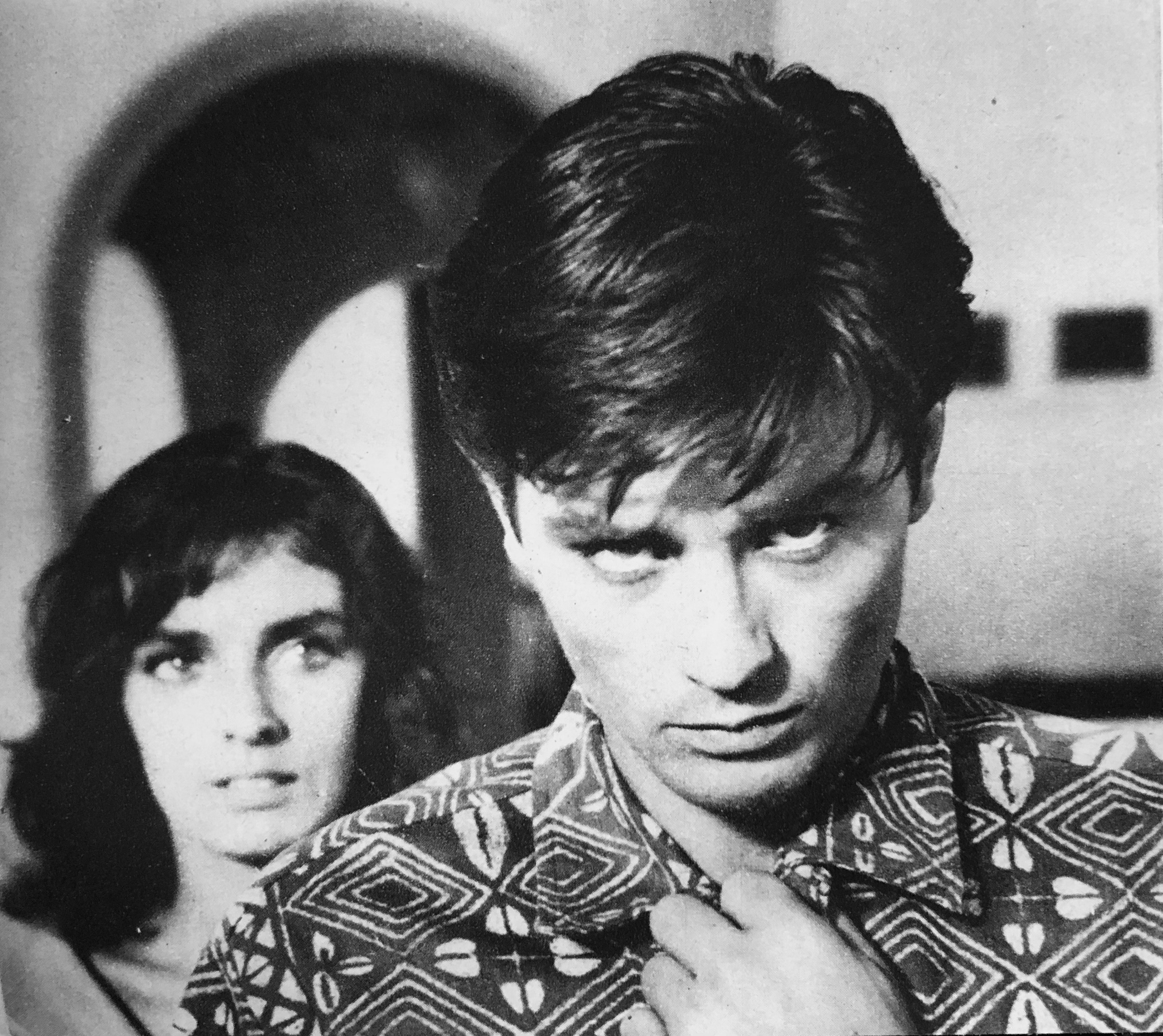
«На яскравому сонці» (фр. Plein Soleil), 1960 рік[ком. 5]
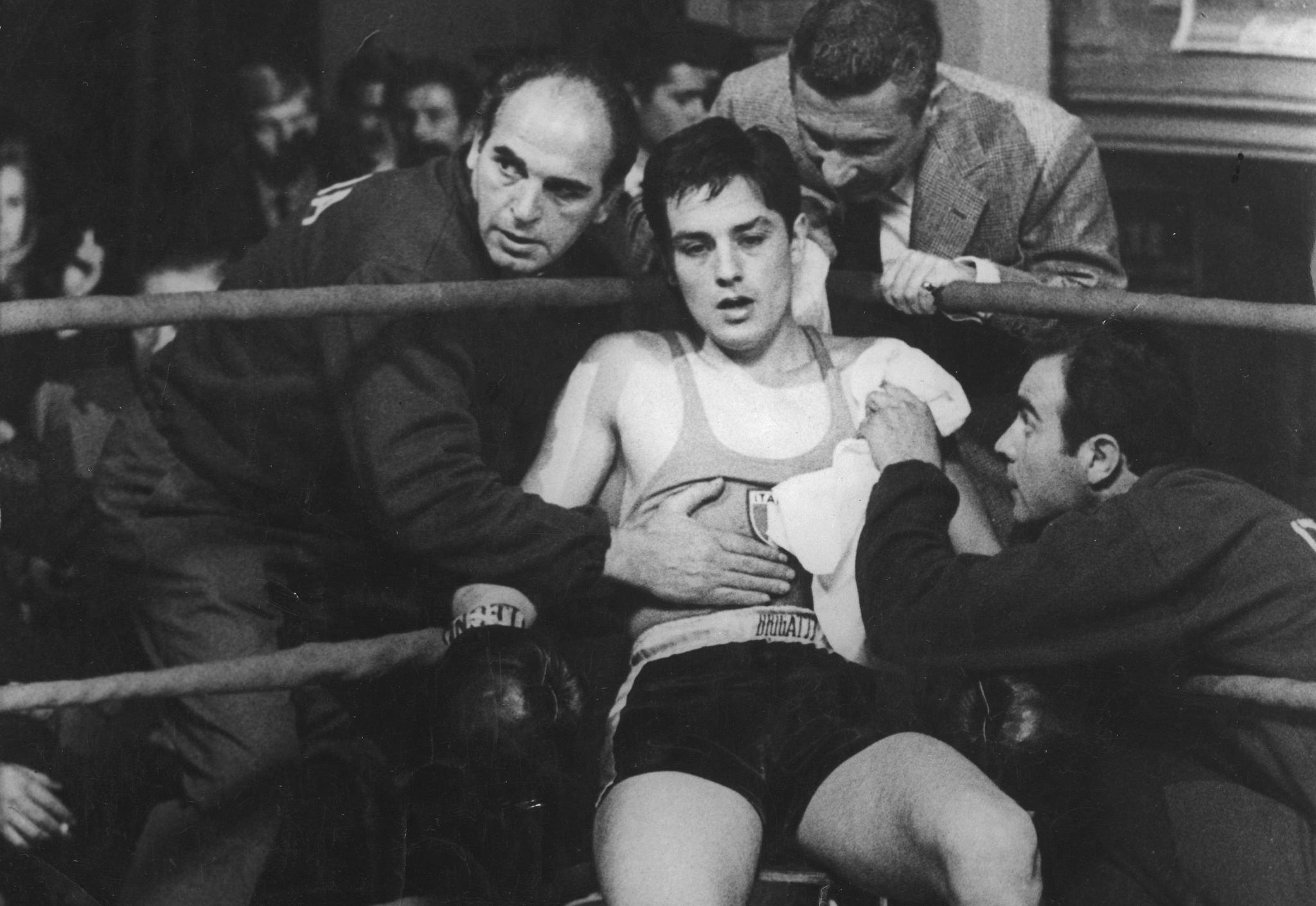
«Рокко та його брати» (італ. Rocco e i suoi fratelli), 1960 рік
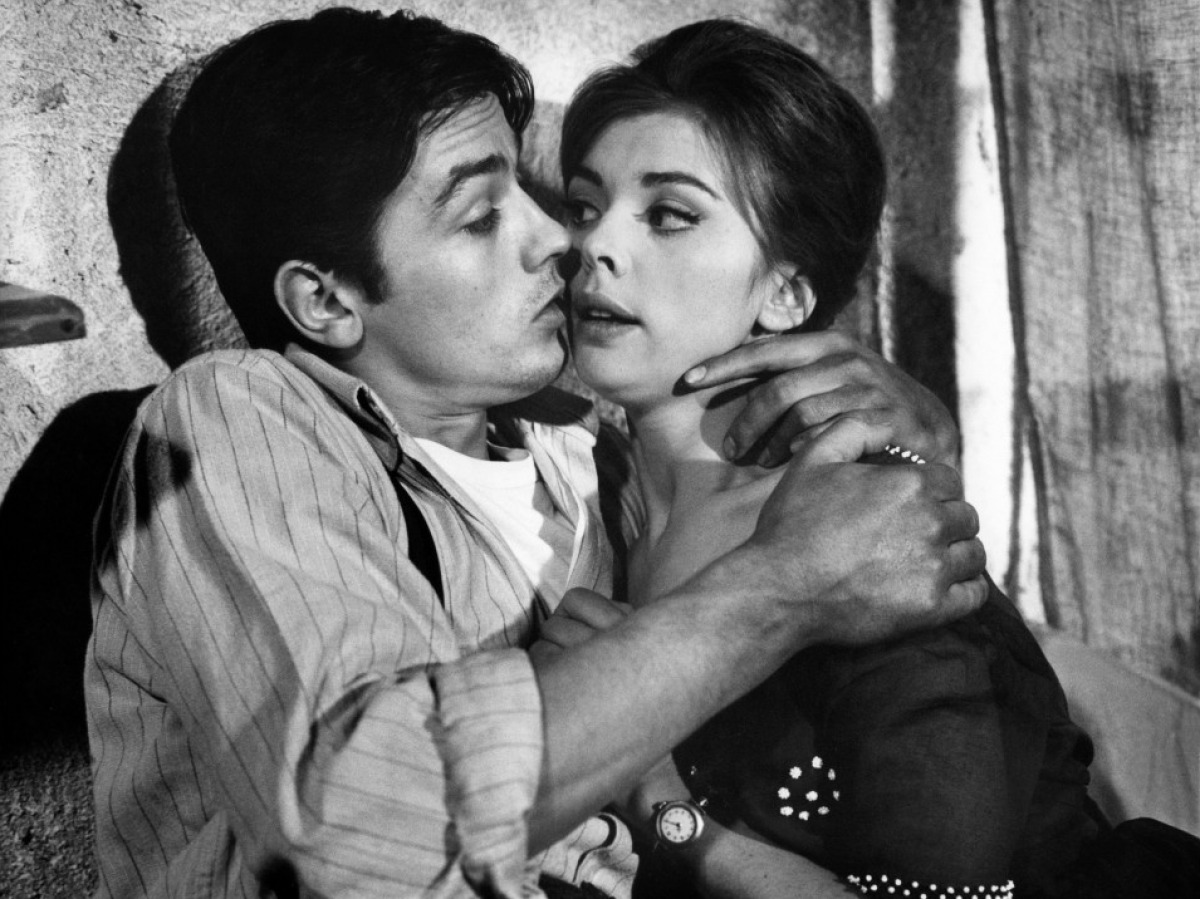
«Як радісно жити» (італ. Che gioia vivere), 1961 рік
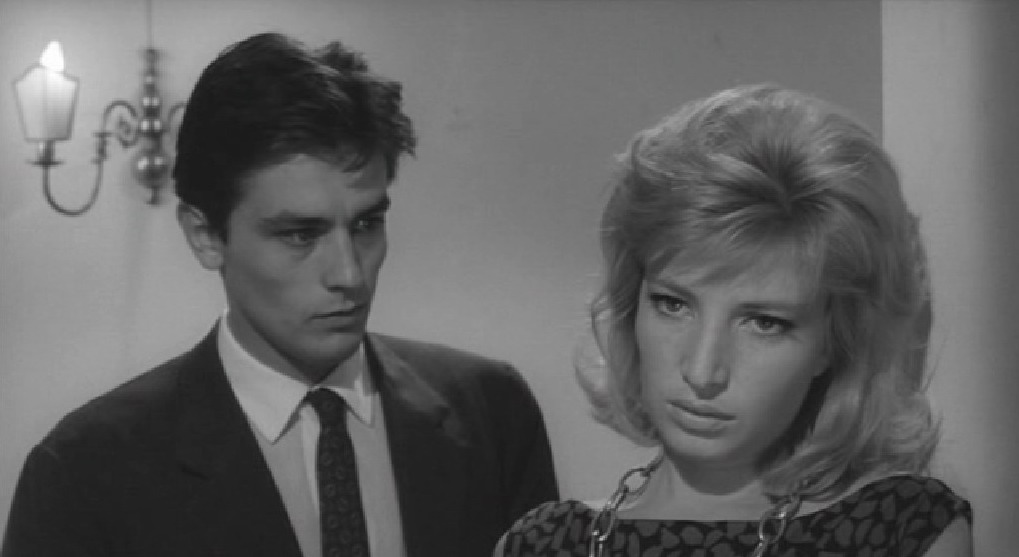
Затемнення, 1962 рік. Разом з Монікою Вітті

З часом він все менше виконував «прості» ролі, як на початку кар'єри, хоча вони все одно були. Однак, ні комедія про італійських анархістів «Як радісно жити» (італ. Che gioia vivere) Рене Клемана, ні новела в альманасі «Диявол і десять заповідей» (фр. Le Diable et les dix commandements) Жульєна Дювів'є (де герой Алена спокушає персонажа Даніель Дар'є) не є найвідомішими ролями актора. У 1962 році Делон зіграв разом з Монікою Вітті в драмі «Затемнення» (фр. L'Éclipse) Мікеланджело Антоніоні, фільмі, який отримав приз журі на Каннському кінофестивалі 1962 року.

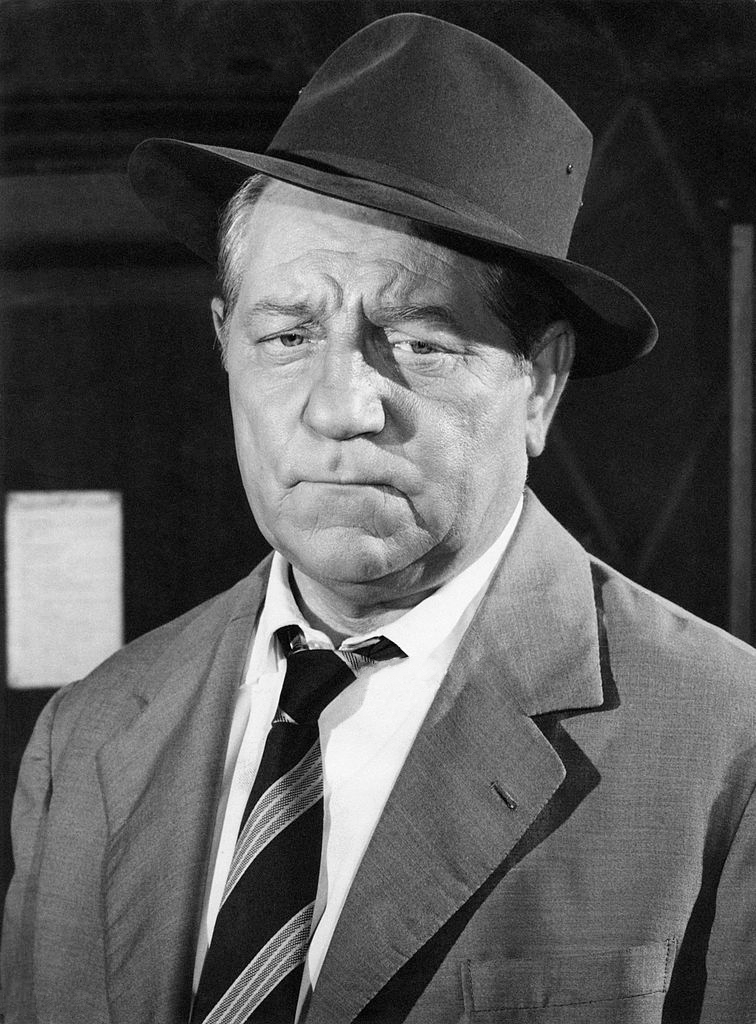
Жан Габен

1963 рік приніс актору роль Танкреді Фальконері в ще одному фільмі Вісконті, історичній епопеї про період Рісорджименто і італійській історії «Леопард» (італ. Il Gattopardo). Партнерами Делона стала зірка італійського кіно Клаудія Кардінале та голлівудський актор Берт Ланкастер. Стрічка отримала «Золоту пальмову гілку» на Каннському кінофестивалі та залишилася однією з найголовніших ролей, зрештою зробивши Алена Делона головним актором великого європейського кіно.

Того ж року під керівництвом Анрі Вернея було знято фільм «Мелодія з підвалу» (фр. Mélodie en sous-sol), яка отримала американський «Золотий глобус» у категорії «найкращий фільм іноземною мовою».}} На зйомках цієї класики детективного жанру Делон познайомився зі своїм кумиром, яким надихався ще в часи служби в армії — Жаном Габеном. Пізніше актор згадував: 
Він [Габен] був босом, він — мій метр.
оригінальний текст
C’était le patron, c'est mon maître… …Il m'appelait «Alain le môme», et moi j'ai eu la chance de pouvoir l'appeler Jean.

— Ален Делон про Жана Габена, 
Ця послідовність успішних ролей вважається серією визначних фільмів у кар'єрі актора. В інших жанрах Делон також відзначився, зокрема як виконавець подвійної ролі в пригодницькому фільмі «Чорний тюльпан» (італ. Il Tulipano Nero), екранізації однойменного роману Александра Дюма (батька), що зняв Крістіан-Жак з ще однією італійською зіркою — Вірною Лізі. Слідом за «Леопардом» Вісконті режисер запросив Алена зіграти в театрі, у виставі за п'єсою «Шкода, що вона повія» (англ. 'Tis Pity She's a Whore) англійського драматурга XVII століття Джона Форда разом з Ромі Шнайдер і Данієлем Сорано.
У 1964 році Делон спробував свої сили в продюсуванні авторського кіно. Так на екрани вийшла стрічка «Нескорений» (фр. L'Insoumis) Алена Кавальє з Делоном же у головній ролі. Після кількарічної паузи Ален возз'єднався з режисером Рене Клеманом у праці над фільмом «Хижаки» (фр. Le Félins) з американками, Джейн Фондою та Лолою Олбрайт, у головних ролях. Того ж року він одружився з Франсін Бартелемі (Канова), яка дебютувала в кіно пізніше під сценічним ім'ям Наталі Делон. Наступного, 1964 року, в подружжя народився первісток.

Делон в Сантос-Дюмон (аеропорт), Ріо-де-Жанейро. 16 березня 1965 року

Після ряду французько-італійських фільмів кар'єра Делона стала по-справжньому міжнародною. У Сполученому Королівстві він зіграв у композитному фільмі «Жовтий Роллс-Ройс» (англ. The Yellow Rolls-Royce) Ентоні Асквіта разом із Ширлі Мак-Лейн і Джорджем К. Скоттом, а також у 1968 році мав роль у французько-британській еротичній драмі «Мотоциклістка» (фр. La Motocyclette) Джека Кардіффа, знятій за мотивами твору Андре П'єра де Мандьярга.
У Голлівуді знімався з Енн-Маргрет, Ваном Гефліном і Джеком Пелансом у французько-американському трилері «Одного разу злодій» (англ. Once a Thief), а в пародійному вестерні 1966 року «Техас за річкою» (англ. Texas Across the River) — з Діном Мартіном. Одним з найвідоміших іноземних фільмів того часу стала воєнна стрічка Зниклий загін (англ. Lost Command) Марка Робсона, де головні ролі поряд з Аленом розділили Ентоні Квінн і Джордж Сігал, а головну жіночу — Клаудія Кардінале. Врешті, розчарований якістю фільмів, які йому запропонували американці Делон розірвав контракт і повернувся у Францію.
У 1966 році Клеман дав йому роль сподвижника Шарля де Голля, Жака Шабана-Дельмаса, в епічному воєнному фільмі про рух Опору «Чи горить Париж?» (фр. Paris brûle-t-il?). Ставши, безсумнівно популярним актором у Франції, Делон зіграв ряд ролей із «зірковими» колегами: з Ліно Вентурою в «Шукачах пригод» (фр. Les Aventuriers), із Зентою Берґер у трилері Жульєна Дювів'є «Диявольськи Ваш» (фр. Diaboliquement vôtre), і вдруге з Бріжіт Бардо в новелі за твором Едгара Аллана По «Вільям Вілсон» (англ. William Wilson) кіноальманаху «Три кроки у маренні» (італ. Tre passi nel delirio). Впродовж липня-серпня 1967 року Ален і Наталі Делони знялися разом у фільмі Жана-П'єра Мельвіля «Самурай» (фр. Le Samouraï), дебюті Наталі, як кіноакторки.
Наступного року Делон повернувся до театру де зіграв у постановці Реймона Руло за п'єсою Жана Ко «Виколоті очі» (фр. Les Yeux crevés). 1968 року Делон зіграв з Чарльзом Бронсоном у детективному фільмі «Прощавай, друже» (фр. Adieu l'ami) Жана Ермана. Того ж року актором була заснована власна продюсерська компанія Adel Productions. Першим спродюсованим фільмом став «Джефф» (фр. Jeff) того ж Жана Ермана. Як і в попередній продюсерській стрічці, «Нескорений», Делон виконав головну чоловічу роль, а в партнерки запросив французьку акторку Мірей Дарк, з якою в Делона почалися романтичні стосунки після розлучення з Наталі.

Зйомки «Сицилійського клану». Зліва направо: Ліно Вентура, Жан Габен, Делон

Кінець 1960-х відзначився двома класичними наурними фільмами: «Басейн» (фр. La Piscine) і «Сицилійський клан» (фр. Le Clan des Siciliens), обидва 1969 року. У першому фільмі, знятому Жаком Дере, як і в «На яскравому сонці», разом з Аленом зіграв його друг Моріс Роне, а також колишня наречена Ромі Шнайдер. «Сицилійський клан» же об'єднав в одному кадрі одразу трьох зірок французького кіно: Вентуру, Габена і Делона.
У цей же час спалахнув скандал, так звана «Справа Марковича», пов'язана з вбивством особистого охоронця Алена Делона, Стевана Марковича. Справа швидко переросла у великий політичний сексуальний скандал, пов'язаний з тодішнім прем'єр-міністром, Жоржем Помпіду. Одним з основних підозрюваних став друг Делона, Франсуа Маркантоні. Алена допитувала поліція, попри те, що вбивство, ймовірно, відбулося в Іль-де-Франс, а він у цей час перебував у Варі на знімальному майданчику «Басейну». 1969 року Делон розширив свій бізнес, заснувавши кінну ферму в Екс-ан-Провансі разом з акторкою Мірей Дарк і, як подейкують, гангстером і «хрещеним батьком» Марселю Джекі Імбером.

### 1970-ті: роки успіху
У 1970 році Делон знявся зі своїм суперником у французькому кіно, Жаном-Полем Бельмондо, у класичному гангстерському фільмі Жака Дере, «Борсаліно» (фр. Borsalino), про двох бандитів Франсуа Капелла і Рокка Сіффреді, що намагаються контролювати нелегальний бізнес Марселя 1930-х років. У 1970 і 1972 роках актор знову знявся у метра французького кіно, Жана-П'єра Мельвіля. За його участю вийшли кримінальні фільми «Червоне коло» (фр. Le Cercle rouge) разом з Бурвілем і «Поліцейський» (фр. Un flic), завдяки якому він познайомився з Катрін Деньов і американцем Річардом Кренною. Протягом десятиліття він розвинув і довів до крайності два істотних аспекти свого кінематографічного амплуа: своєрідний фетиш одягу (капелюх і довгий плащ) і «професійність» героя (чим би він не займався). Характерні риси героїв об'єднують і «Червоне коло», і «Поліцейського» і сиквел фільму «Борсаліно», «Борсаліно і компанія» (англ. Borsalino and Co.) 1974 року (але вже без Бельмондо). Того ж року вийшов один з небагатьох вестернів за участю Делона, «Зорро» (фр. Zorro), про однойменного персонажа, «героя в масці», який, подібно Робіну Гуду, допомагає знедоленим жителям Нової Іспанії. Цей персонаж був виконаний так само в типовому для Делона стилі, хоч і без нуарного плаща.

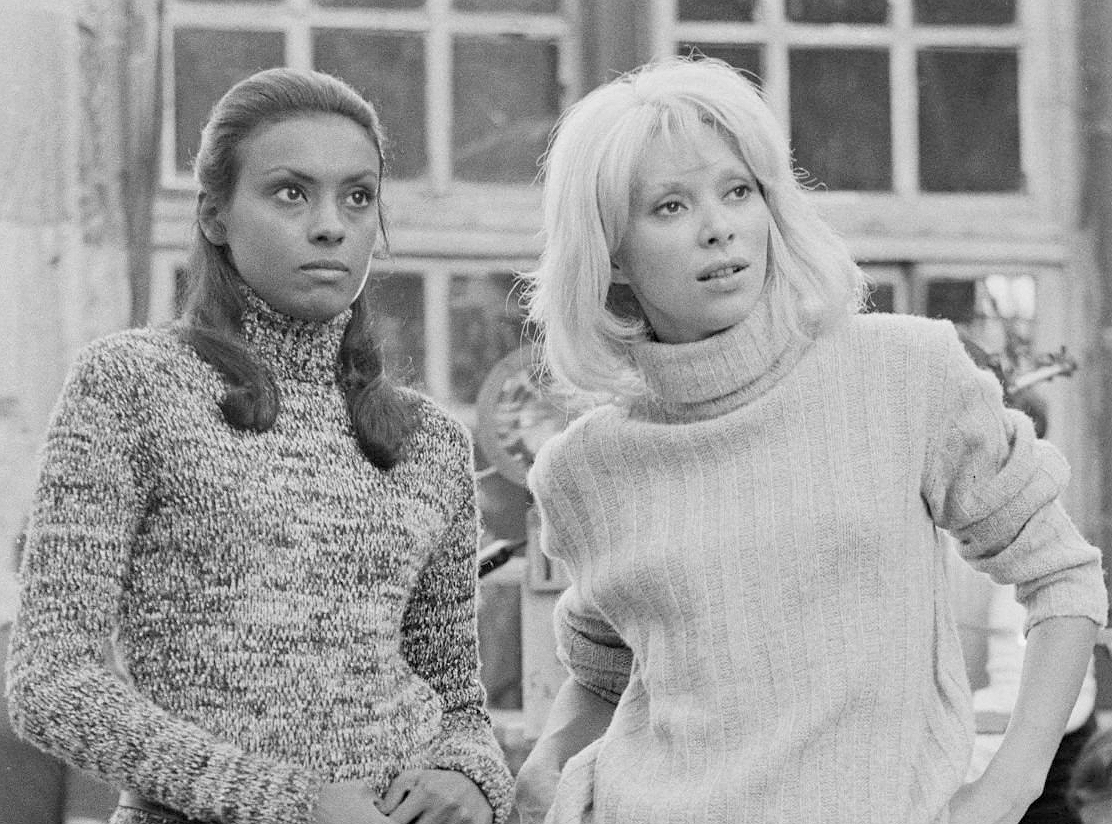
Джейн Девенпорт, яка грає коханку Делона в реальному житті, Меддлі Беймі, разом з дівчиною актора, Мірей Дарк. 1969 рік, зйомки фільму Медлі (фільм).

Плідним був дует з партнеркою Алена, Мірей Дарк. Разом вони знялися у фільмах «Медлі» (фр. Madly) 1970 року, «Крижані груди» (фр. Les Seins de glace) 1974 року та «Поспішний чоловік» (фр. L'Homme pressé) 1977 року.
1971 рік ознаменував першу співпрацю Делона з Джозефом Лоузі в історичній драмі «Вбивство Троцького» (фр. L'Assassinat de Trotsky), де актор зіграв радянського кілера Рамона Меркадера, який видавав себе за канадця-троцькіста Френка Джексона. Партнерами по знімальному майданчику стала давня подруга Алена, Ромі Шнайдер і британський актор Річард Бартон. Кілька років по тому вийшла ще одна кінокартина Лоузі «Мосьє Кляйн» (фр. Monsieur Klein), у якій Делон виступив і головним актором і продюсером. Попри те, що стрічка не отримала головної нагороди у Каннах 1976 року, він мав великий успіх серед кінокритиків і вже наступного, 1977 року, отримав три «Сезари», зокрема премію у категорії «Найкращий фільм».
У 1970-х — на початку 1980-х років Ален Делон знявся у великій кількості бойовиків, переважно трилерів, де грав як героїв або антигероїв, іноді трагічних: у комедії «Чоловік із Сен-Мішель» (італ. L'uomo di Saint-Michael) з Наталі Делон у 1971 році, а також кримінальних фільмах «Поліцейська історія» (фр. Flic Story, 1975 рік), де зіграв роль інспектора Роже Борніша, «Банда» (фр. Le Gang, 1977 рік) і «Трьох потрібно прибрати» (фр. Trois Hommes à abattre, 1980 рік) з Далілою Ді Ладзаро. У той же період на екрани вийшли стрічки: «Циган» (фр. Le Gitan) з Бернаром Жиродо та Ренато Сальваторі (його брат у «Рокко» Вісконті); «Повернення бумеранга» (фр. Comme un boomerang) з Шарлем Ванелем; «Смерть негідника» (фр. Mort d'un pourri) з Орнеллою Муті та Клаусом Кінскі; вестерн «Червоне сонце» (фр. Soleil rouge) з Чарльзом Бронсоном, Урсулою Андресс.

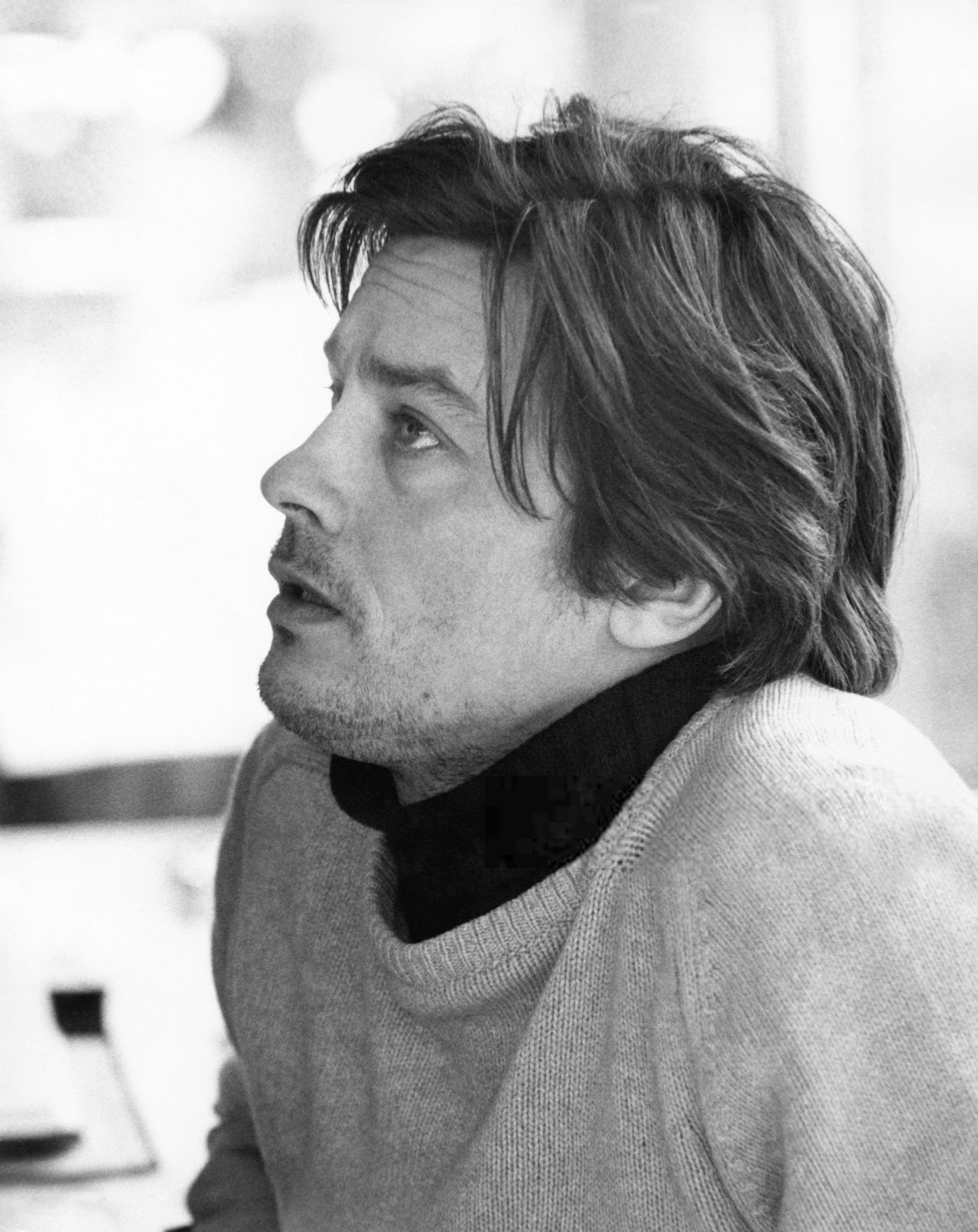
Делон на зйомках Перша ніч спокою

Той же період ознаменувався ще кількома спробами потрапити в американську кіноіндустрію. Зокрема, зігравши 1973 року головну роль у шпигунському фільмі «Скорпіон» (англ. Scorpio) Майкла Віннера разом з Бертом Ланкастером і Полом Скофілдом, а також у фільмі-катастрофі «Конкорд ... Аеропорт 79» (англ. The Concorde … Airport '79) із Сільвією Крістель і Робертом Ваґнером, які великого комерційного успіху не досягли.
Делон двічі знявся з Симоною Синьйоре, у «Вдові Кудер» (фр. La Veuve Couderc) П'єра Граньє-Дефера та в «Спалених клунях» (фр. Les Granges brûlées) Жана Шапо. А також востаннє зіграв з Габеном у драмі Жозе Джованні «Двоє в місті» (фр. Deux Hommes dans la ville). Ален Жессюа запропонував акторові дві цікаві ролі: в «Лікуванні шоком» (фр. Traitement de choc) 1973 року з Анні Жирардо та в «Армагеддоні» (фр. Armaguedon) з Жаном Янном.
1978 року в прокат вийшов фільм «Силова гра» (фр. Le Jeu de la puissance), спродюсований Делоном з британськими акторами Девідом Геммінґсом, Пітером О'Тулом і Дональдом Плезенсом.
Попри критику суто «комерційних» стрічок актора, він ніколи не полишав авторського кіно. На додаток до вже згаданих фільмів, він зіграв у 1972 році в «Першій ночі спокою» (італ. La prima notte di quiete) італійського режисера Валеріо Дзурліні, де вперше з'явилося амплуа «втомленого Делона». У 1978 році актор знявся в драматичному трилері «Увага, дивляться діти!» (фр. Attention, les enfants regardent) Сержа Леруа, нетиповому та маловідомому фільмі, де також Ален зіграв нестандартну для себе роль.

### 1980-ті та 1990-ті
На початку 1980-х років на екрани вийшов політичний трилер «Тегеран-43», знятий спільно СРСР, Францією та Швейцарією. Делон, Клод Жад і Курд Юрґенс зіграли поряд із радянськими акторами Арменом Джигарханяном, Миколою Гринько та іншими. Популярність фільму була особливо великою в країнах «соціалістичного табору» й отримала 47 мільйонів глядачів в кінотеатрах лише Радянського Союзу.
1980-ті роки також відзначилися дебютом Делона-режисера. Так 1981 року вийшов кримінальний трилер «За шкуру поліцейського» (фр. Pour la peau d'un flic), знятий за романом Жана-Патріка Маншетта «Яке благословення!» (фр. Que d'os !). У цій же стрічці знялась 21-річна французька акторка Анн Парійо, з якою в Алена почався роман. Того року актору виповнилося 46 років.
Як продюсер, Делон зняв ряд фільмів з експлуатаційним словом «коп» у назві (фр. flic, в українському варіанті «поліцейський»): «За шкуру поліцейського» (фр. Pour la peau d'un flic, 1981 рік), «Слово поліцейського» (фр. Parole de flic, 1985 рік), «Не будіть сплячого поліцейського» (фр. Ne réveillez pas un flic qui dort, 1988 рік). Він же виконав головні ролі в усіх цих комерційно успішних стрічках. 1982 року на екрани вийшов ще один кримінальний фільм з Катрін Деньов — «Шок» (фр. Le Choc), де Ален виступив другим режисером спільно з Робіном Девісом. Він же був співавтором сюжету та діалогів. Третьою й останньою спробою себе в режисерському кріслі стала поліцейська кримінальна драма «Неприборканий» (фр. Le Battant) 1983 року, знову з Девісом і Анн Парійо в головній жіночій ролі.
Крім стандартного, комерційно успішного амплуа «змученого поліцейського» Ален зіграв у ті роки й ряд інших ролей. Наступного року на екрани вийшла екранізація Марселя Пруста, «Кохання Свана» (фр. Un amour de Swann), де Делон зіграв барона де Шарлю, однак стрічка отримала суперечливі відгуки критиків. Наступного року актор знову відійшов від свого героя-детектива, щоб знятися у фільмі «Наша історія» (фр. Notre histoire) Бертрана Бліє, який приніс йому приз «Сезар» за найкращу чоловічу роль, єдину нагороду такого рівня за окрему роль у кар'єрі Делона. У 1986 році Делон спробував оновити свій образ роллю у фільмі «Вихід» (фр. Le Passage), який він же і спродюсував, а також став співавтором сценарію. Крім того, 1988 року вийшла перша з 1962 року телевізійна стрічка за участю актора, «Кіно» (фр. Cinéma) — мінісеріал, для якого актор заспівав саундтрек.
У 1987 році Делон познайомився з Розалі ван Брімен під час зйомок музичного кліпу. У пари почалися романтичні стосунки, і 25 листопада 1990 року народилася донька Анушка, а 18 березня 1994 року — її молодший брат Ален-Фаб'єн. Пара була разом до 2001 року.
Якщо роллю у фільмі «Нова хвиля» (фр. Nouvelle Vague) Жана-Люка Годара 1990 року, Ален повернув прихильність деяких кінокритиків, то для широкого загалу Делон продовжив залишатися автором комерційних фільмів, як у трилері «Танцювальна машина» (фр. Dancing Machine) того ж року. Фільм «Повернення Казанови» (фр. Le Retour de Casanova) 1992 року, адаптований Жаном-Клодом Кар'єром за романом Артура Шніцлера, також не досяг очікуваного успіху. Тоді Ален Делон швидко зняв два фільми під керівництвом Жака Дере, «Злочин» (фр. Un crime) і «Плюшевий ведмедик» (фр. L'Ours en peluche), жоден з яких не став успішним.
У стрічці «День і ніч» (фр. Le Jour et la Nuit) письменника та філософа Бернара-Анрі Леві Ален знявся з американською «дівою» Лорен Беколл, але колосальна рекламна кампанія супроводжувалася жахливою зустріччю критиків. Один з найвпливовіших кіножурналів, Cahiers du cinéma, назвав його «найгіршим фільмом з 1945 року». Це комерційне фіаско вважається одним із найбільших провалів у кар'єрі Алена Делона. Наступного року він з'явився у комедії «Один шанс на двох» (фр. Une chance sur deux) Патріса Леконта, де в ностальгічній формі розповідається про мистецьке возз'єднання Бельмондо та Делона через тридцять років після «Борсаліно». Хоча фільм перевищив мільйон переглядів, очікуваного успіху не досяг. У 1999 році Делон оголосив про завершення кінокар'єри.
На театральну сцену актор повернувся в 1996 році, виконавши роль у п'єсі «Загадкові варіації» (фр. Variations énigmatiques) Еріка-Еммануеля Шмітта.

### 2000-ні: повернення на екрани

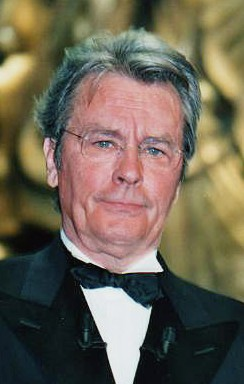
Актор на 25-й церемонії вручення премії «Сезар», 2000 рік

Попри оголошення про завершення кар'єри та після смерті таких режисерів, як Клеман, Вісконті чи Лоузі, Ален Делон погодився в 1999 році взяти участь у фільмі Бертрана Бліє «Актори» (фр. Les Acteurs), в якому він віддав шану своїм колегам по знімальному майданчику, що не дожили до цього моменту: Жану Габену, Ліно Вентурі, Бурвілю і Луї де Фюнесу, Іву Монтану та Симоні Синьйоре.
У 2001 році Делон зіграв комісара поліції Марселя, Фабіо Монтале (фр. Fabio Montale), в однойменному детективному серіалі за творами Жана-Клода Іззо для TF1, який став одним з найпопулярніших серіалів французького телебачення за кількістю аудиторії (12,4 мільйона глядачів). Потім він грав впродовж 2003—2004 років роль Френка Ріва (фр. Frank Riva) в однойменному серіалі телеканалу France 2 з Жаком Перреном і Мірей Дарк. Крім того, 2003 року на телеекрани вийшла стрічка «Лев» (фр. Le Lion) з Аленом у головній ролі, екранізація однойменного роману Жозефа Кесселя. Партнерами по знімальному майданчику стали донька Делона, Анушка, та Орнелла Муті.
У жовтні 2002 року Ален Делон і Розалі ван Брімен розійшлися після, приблизно, 15 років життя разом. У той час, 67-річний Ален, перебуваючи в депресії, часто зізнавався пресі у своїй відсутності бажання жити, як пізніше розповіла Мірей Дарк. 2003 року, партнерка по фільму «Леопард», Клаудія Кардінале, вручила Делону «Золоту зірку» кінофестивалю в Марракеші, а 2005 року актора нагородив Президент Франції, Жак Ширак, званням офіцера ордену Почесного легіону за «внесок у світове кіно».
2008 рік відзначився роллю Юлія Цезаря в комедії «Астерікс на Олімпійських іграх» (фр. Astérix aux Jeux olympiques). Попри великий бюджет і понад 6 мільйонів глядачів, стрічка була погано сприйнята кінокритиками та не отримала очікуваного успіху. Крім ролей на екранах кіно та телебачення актор продовжував виступати на сцені театру. У 2007—2008 роках послідовно були поставлені «Мости округу Медісон» (фр. Sur la route de Madison) і «Любовні листи» (англ. Love Letters) з Мірей Дарк і Анук Еме відповідно.

### 2010-ті та 2020-ті

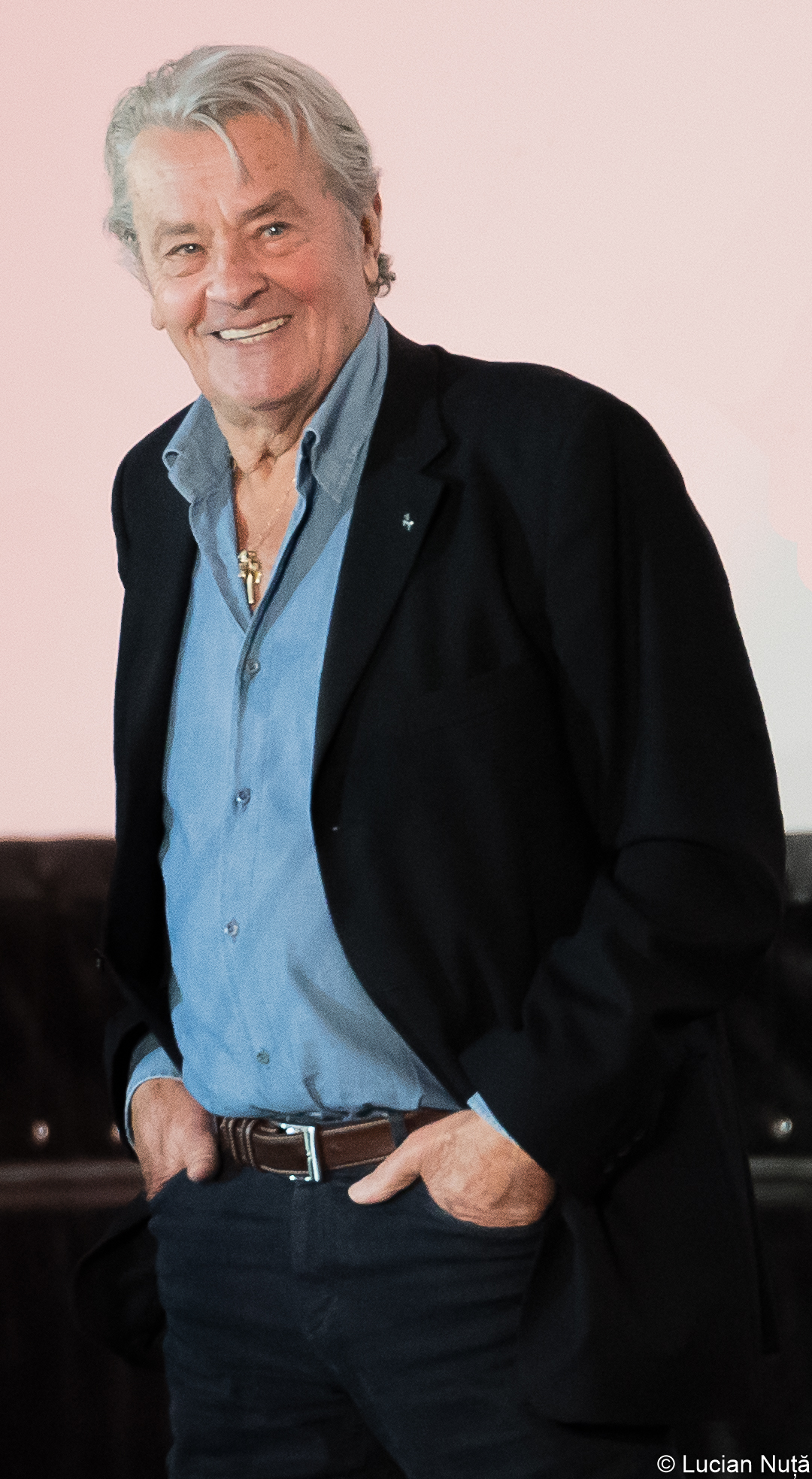
Делон у 2017 році, Трансильванський міжнародний кінофестиваль

У 2010 році Ален Делон знявся в телефільмі «Один чоловік забагато» (фр. Un mari de trop) разом зі співачкою Lorie. Він повернувся до театру в 2011 році з виставою за п'єсою «Звичайний день» (фр. Une journée ordinaire) про стосунки між батьком і дочкою, яку він зіграв разом зі своєю дочкою Анушкою та Елізою Серв'є. Він став президентом журі конкурсу «Міс Франція 2012», як у 2001 та 2011 роках, він був призначений довічним президентом журі. Насправді Делон очолював журі лише до виборів «Міс Франція 2013», вирішивши залишити цю посаду через розбіжності з організаторами конкурсу щодо коментарів на підтримку популістської націоналістичної партії «Національне об'єднання», які актор висловив пресі.
На Каннському кінофестивалі 2013 року вшанували Алена Делона, представивши в рамках секції Cannes Classics оновлену версію фільму «На яскравому сонці» (фр. Plein Soleil) 1960 року. У жовтні того ж року актор знову зіграв у театральній виставі «Звичайний день» (фр. Une journée ordinaire), але цього разу з гастролями по країні.
В інтерв'ю Paris Match у січні 2018 року: «Життя більше не приносить мені багато. Я все знав, усе бачив. Але понад усе я ненавиджу цю епоху, мене нудить від неї. […] Я знаю, що покину цей світ без жалю». 19 травня 2019 року під час Каннського кінофестивалю він отримав «Почесну Золоту пальмову гілку» за кар'єру. Ален довгий час потерпав через головний біль і запаморочення, спричинених аритмією. 16 серпня 2019 року його було шпиталізовано в медичний заклад поблизу Неї-сюр-Сен з підозрою на інсульт. У червні 2021 року Ален Делон зізнався, що хотів зняти фільм востаннє перед смертю: «[Я] хочу зняти фільм і особливо зняти свій останній фільм. Той, що залишиться назавжди. І тоді я можу піти, мені більше не буде чим зайнятися».

### Смерть
Делон помер 18 серпня 2024 року у своєму маєтку Ла Брюлері у французькій комуні Душі в оточенні сім'ї.

## Фільмографія
| Рік       |     | Українська назва                      | Оригінальна назва                                                   | Роль |
| --------- | --- | ------------------------------------- | ------------------------------------------------------------------- | --- |
| 1949      | ф   | Викрадення                            | Le Rapt                                                             | У титрах роль не вказана. |
| 1957      | ф   | Коли втручається жінка                | Quand la femme s'en mêle                                            | Жо (фр. Jo) |
| 1958      | ф   | Будь красивою та помовчуй             | Sois belle et tais-toi                                              | Лулу (фр. Loulou) |
| 1958      | ф   | Крістіна                              | Christine                                                           | Франц Лобгаймер (фр. Franz Lobheimer)                                                                                            |
| 1959      | ф   | Слабкі жінки                          | Faibles Femmes                                                      | Жульєн Феналь (фр. Julien Fenal)                                                                                                 |
| 1959      | ф   | Дорога школярів                       | Le Chemin des écoliers                                              | Антуан Мішо (фр. Antoine Michaud)                                                                                                |
| 1960      | ф   | На яскравому сонці                    | Plein Soleil                                                        | Том Ріплі / Філіп Грінліф (фр. Tom Ripley / Philippe Greenleaf)                                                                  |
| 1960      | ф   | Рокко та його брати                   | Rocco et ses frères (італ. Rocco e i suoi fratelli)                 | Рокко Паронді (італ. Rocco Parondi)                                                                                              |
| 1961      | ф   | Як радісно жити                       | Quelle joie de vivre (італ. Che gioia vivere)                       | Улісс Чекконато (італ. Ulysse Cecconato)                                                                                         |
| 1961      | ф   | Знамениті любовні історії             | Les Amours célèbres                                                 | Новела «Агнес Бернауер» (фр. Agnès Bernauer). Герцог Альбрехт Баварський                                                         |
| 1962      | тф  | Пес                                   | Le Chien                                                            | Луї (фр. Lui) |
| 1962      | ф   | Затемнення                            | L'Éclipse (італ. L’Eclisse)                                         | П'єро (італ. Piero) |
| 1962      | ф   | Руда                                  | нім. Die Rote (італ. La rossa)                                      | У титрах роль не вказана. |
| 1962      | ф   | Диявол і десять заповідей             | Le Diable et les dix commandements                                  | 5-та заповідь – Шануй свого батька й матір (фр. 5e commandement - Tes père et mère honoreras). П'єр Месаже (фр. Pierre Messager) |
| 1962      | ф   | Марко Поло                            | Marco Polo                                                          | Марко Поло (фр. Marco Polo) |
| 1963      | ф   | Мелодія з підвалу                     | Mélodie en sous-sol                                                 | Френсіс Верло (фр. Francis Verlot)                                                                                               |
| 1963      | ф   | Леопард                               | Le Guépard (італ. Il Gattopardo)                                    | Танкреді Фальконері (італ. Tancredi Falconeri)                                                                                   |
| 1963      | ф   | Ланцюгова реакція                     | Carambolages                                                        | У титрах роль не вказана. |
| 1964      | ф   | Чорний тюльпан                        | La Tulipe noire (італ. Il Tulipano Nero)                            | Гійом де Сен-Пре / Жульєн де Сен-Пре фр. Guillaume de Saint-Preux / Julien de Saint-Preux                                        |
| 1964      | ф   | Хижаки                                | Le Félins                                                           | Марк (фр. Marc) |
| 1964      | ф   | Нескорений                            | L'Insoumis                                                          | Томас Власенрут (фр. Thomas Vlassenroot)                                                                                         |
| 1964      | ф   | Жовтий Роллс-Ройс                     | англ. The Yellow Rolls-Royce                                        | Стефано (англ. Stefano) |
| 1964      | кф  | Щоденник бою                          | Le journal d'un combat                                              | Озвучення закадрового голосу |
| 1965      | ф   | Одного разу злодій                    | Les Tueurs de San Francisco (англ. Once a Thief)                    | Едді Педак (англ. Eddie Pedak)                                                                                                   |
| 1965      | ф   | Кохання на морі                       | L' Amour à la mer                                                   | актор у фільмі в кінотеатрі (фр. L'acteur du film)                                                                               |
| 1966      | ф   | Зниклий загін                         | Les Centurions (англ. Lost Command)                                 | Філіп Есклав'є (фр. Philippe Esclavier)                                                                                          |
| 1966      | ф   | Чи горить Париж?                      | Paris brûle-t-il?                                                   | Жак Шабан-Дельмас (фр. Jacques Chaban-Delmas)                                                                                    |
| 1966      | ф   | Техас за річкою                       | англ. Texas Across the River                                        | дон Андреа (англ. Don Andrea) |
| 1967      | ф   | Шукачі пригод                         | Les Aventuriers                                                     | Маню Бореллі (фр. Manu Borelli)                                                                                                  |
| 1967      | ф   | Самурай                               | Le Samouraï                                                         | Джефф Кастелло (фр. Jef Costello)                                                                                                |
| 1967      | ф   | Диявольськи Ваш                       | Diaboliquement vôtre                                                | Жорж Кампо (фр. Georges Campo)                                                                                                   |
| 1968      | ф   | Три кроки у маренні                   | Histoires extraordinaires (італ. Tre passi nel delirio)             | Новела «Вільям Вілсон» (фр. William Wilson). Вільям Вілсон (фр. William Wilson)                                                  |
| 1968      | ф   | Мотоциклістка                         | La Motocyclette (англ. The Girl on a Motorcycle)                    | Даніель (фр. Daniel) |
| 1968      | ф   | Прощавай, друже                       | Adieu l'ami                                                         | Діно Барран (фр. Dino Barran) |
| 1968      | ф   | Ho !                                  | Ho !                                                                | У титрах роль не вказана, камео.                                                                                                 |
| 1968      | ф   | Виколоті очі                          | Les yeux crevés                                                     | Джино (фр. Gino) |
| 1969      | ф   | Басейн                                | La Piscine (італ. La piscina)                                       | Жан-Поль Леруа (фр. Jean-Paul Leroy)                                                                                             |
| 1969      | ф   | Джефф                                 | Jeff                                                                | Лоран (фр. Laurent) |
| 1969      | ф   | Сицилійський клан                     | Le Clan des Siciliens                                               | Роже Сарте (фр. Roger Sartet) |
| 1970      | ф   | Борсаліно                             | Borsalino                                                           | Рок Сіффреді (італ. Roch Siffredi)                                                                                               |
| 1970      | ф   | Червоне коло                          | Le Cercle rouge (італ. I senza nome)                                | Коре (фр. Corey) |
| 1970      | ф   | Медлі                                 | Madly (італ. Il piacere dell'uomo)                                  | Жульєн Дандьє (фр. Julien Dandieu)                                                                                               |
| 1970      | ф   | Помри патроне, помри спокійно         | італ. Crepa padrone, crepa tranquillo                               | найманець (італ. mercenaria) |
| 1971      | ф   | Фантазія серед худоби                 | Fantasia chez les ploucs                                            | У титрах роль не вказана, камео                                                                                                  |
| 1971      | ф   | Чоловік із Сен-Мішель                 | Doucement les basses (італ. L'uomo di Saint-Michael)                | Сімон Медьє (фр. Simon Médieu)                                                                                                   |
| 1971      | ф   | Червоне сонце                         | Soleil rouge                                                        | Готч (фр. Gotch) |
| 1971      | ф   | Вдова Кудер                           | La Veuve Couderc (італ. L'evaso)                                    | Жан Лавінь (фр. Jean Lavigne) |
| 1972      | ф   | Жив-був поліцейський                  | Il était une fois un flic (італ. C'era una volta un commissario...) | У титрах роль не вказана, камео.                                                                                                 |
| 1972      | ф   | Вбивство Троцького                    | L'Assassinat de Trotsky (італ. L'assassinio di Trotsky)             | Френк Джексон (англ. Frank Jackson)                                                                                              |
| 1972      | ф   | Перша ніч спокою                      | Le Professeur (італ. La prima notte di quiete)                      | Даніеле Домінічі (італ. Daniele Dominici)                                                                                        |
| 1972      | ф   | Поліцейський                          | Un flic (італ. Notte sulla città)                                   | комісар Едуар Кольман (фр. Le commissaire Édouard Coleman)                                                                       |
| 1973      | ф   | Лікування шоком                       | Traitement de choc (італ. L'uomo che uccideva a sangue freddo)      | доктор Девілерс (фр. docteur Devilers)                                                                                           |
| 1973      | ф   | Скорпіон                              | англ. Scorpio                                                       | Жан Лор'є, відомий як «Скорпіон» (фр. Jean Laurier, dit « Scorpio »)                                                             |
| 1973      | ф   | Спалені клуні                         | Les Granges brûlées                                                 | суддя П'єр Ларше (фр. Le juge Pierre Larcher)                                                                                    |
| 1973      | ф   | Тоні Ардзента                         | італ. Tony Arzenta, англ. Big Guns                                  | Тоні Ардзента (італ. Tony Arzenta)                                                                                               |
| 1973      | ф   | Двоє в місті                          | Deux Hommes dans la ville (італ. Due contro la città)               | Джино Страбліджі (італ. Gino Strabliggi)                                                                                         |
| 1973      | ф   | Панівна раса                          | La Race des Seigneurs                                               | Жульєн Дандьє (фр. Julien Dandieu)                                                                                               |
| 1974      | ф   | Крижані груди                         | Les Seins de glace                                                  | Марк Рільсон (фр. Marc Rilson)                                                                                                   |
| 1974      | ф   | Борсаліно і компанія                  | англ. Borsalino and Co.                                             | Рок Сіффреді (італ. Roch Siffredi)                                                                                               |
| 1975      | ф   | Зорро                                 | Zorro                                                               | дон Дієго де ла Веґа / Зорро (італ. Don Diego de la Vega / Zorro)                                                                |
| 1975      | ф   | Поліцейська історія                   | Flic Story                                                          | Роже Борніш (фр. Roger Borniche)                                                                                                 |
| 1975      | ф   | Циган                                 | Le Gitan                                                            | Г'юго Сеннар, «Циган» (фр. Hugo Sennart, dit « Le Gitan »)                                                                       |
| 1976      | ф   | Повернення бумеранга                  | Comme un boomerang                                                  | Жак Баткін (фр. Jacques Batkin)                                                                                                  |
| 1976      | док | Америка в кіно                        | англ. America at the Movies                                         | Озвучення закадрового голосу |
| 1976      | ф   | Мосьє Кляйн                           | Monsieur Klein (італ. Mr. Klein)                                    | Роберт Кляйн (фр. Robert Klein)                                                                                                  |
| 1977      | ф   | Банда                                 | Le Gang (фр. La gang del parigino)                                  | Роберт, відомий як «Божевільний» (фр. Robert, dit «Le dingue»)                                                                   |
| 1977      | ф   | Армагеддон                            | Armaguedon (італ. Quel giorno il mondo tremerà)                     | доктор Мішель Амброз (фр. Le Dr Michel Ambroise)                                                                                 |
| 1977      | ф   | Поспішний чоловік                     | L'Homme pressé (італ. L'ultimo giorno d'amore)                      | П'єр Ніокс (фр. Pierre Niox) |
| 1977      | ф   | Смерть негідника                      | Mort d'un pourri                                                    | Ксав'є Марешаль, «Ксав» (фр. Xavier Maréchal, dit «Xav»)                                                                         |
| 1978      | кф  | Байдужий красень                      | Le Bel Indifférent                                                  | Еміль (фр. Émile) |
| 1978      | ф   | Увага, дивляться діти!                | Attention, les enfants regardent                                    | чоловік (фр. L'homme) |
| 1979      | ф   | Конкорд ... Аеропорт 79               | The Concorde … Airport '79                                          | капітан Пол Метран (англ. Capt. Paul Metrand)                                                                                    |
| 1979      | ф   | Військовий лікар                      | Le Toubib                                                           | Жан-Марі Депре (фр. Jean-Marie Desprée)                                                                                          |
| 1980      | ф   | Трьох потрібно прибрати               | Trois Hommes à abattre                                              | Мішель Жерфо (фр. Michel Gerfaut)                                                                                                |
| 1981      | ф   | Тегеран-43                            | Téhéran 43 (рос. Тегеран-43)                                        | інспектор Жорж Фоше (фр. L'inspecteur Georges Foche)                                                                             |
| 1981      | ф   | За шкуру поліцейського                | Pour la peau d'un flic                                              | Шука (фр. Choucas) |
| 1982      | ф   | Шок                                   | Le Choc                                                             | Мартин Тер'є / Крістіан (фр. Martin Terrier / Christian)                                                                         |
| 1983      | ф   | Неприборканий                         | Le Battant                                                          | Жак Дарне (фр. Jacques Darnay)                                                                                                   |
| 1983      | ф   | Кохання Свана                         | Un amour de Swann                                                   | Барон де Шарлю (фр. Le baron de Charlus)                                                                                         |
| 1984      | ф   | Наша історія                          | Notre histoire                                                      | Робер Авранше (фр. Robert Avranches)                                                                                             |
| 1985      | ф   | Слово поліцейського                   | Parole de flic                                                      | Даніель Пратт (фр. Daniel Pratt)                                                                                                 |
| 1986      | ф   | Вихід                                 | Le Passage                                                          | Жан Д'яз (фр. Jean Diaz) |
| 1987      | док | Люба Америка: листи додому з В'єтнаму | англ. Dear America: Letters Home from Vietnam                       | Озвучення закадрового голосу |
| 1988      | с   | Кіно                                  | Cinéma                                                              | Жульєн Манда (фр. Julien Manda)                                                                                                  |
| 1988      | ф   | Не будіть сплячого поліцейського      | Ne réveillez pas un flic qui dort                                   | дивізійний комісар Ежен Гріндель (фр. Le commissaire divisionnaire Eugène Grindel)                                               |
| 1990      | ф   | Нова хвиля                            | Nouvelle Vague                                                      | Роджер і Річард Леннокс (фр. Roger et Richard Lennox)                                                                            |
| 1990      | ф   | Танцювальна машина                    | Dancing Machine                                                     | Алан Вольф (фр. Alan Wolf) |
| 1992      | ф   | Повернення Казанови                   | Le Retour de Casanova                                               | Джакомо Казанова (фр. Giacomo Casanova)                                                                                          |
| 1993      | ф   | Злочин                                | Un crime                                                            | метр Шарль Дюнан (фр. Maître Charles Dunand)                                                                                     |
| 1994      | ф   | Плюшевий ведмедик                     | L'Ours en peluche                                                   | Жан Рів'єр (фр. Jean Rivière) |
| 1994      | ф   | Сто та одна ніч Симона Сінема         | Les Cent et Une Nuits de Simon Cinéma                               | камео |
| 1997      | ф   | День і ніч                            | Le Jour et la Nuit                                                  | Александр (фр. Alexandre) |
| 1997      | док | Музей кіно Анрі Ланглуа               | Le musée du cinéma Henri Langlois                                   | Озвучення закадрового голосу |
| 1998      | ф   | Один шанс на двох                     | Une chance sur deux                                                 | Жульєн Вігналь (фр. Julien Vignal)                                                                                               |
| 2000      | ф   | Актори                                | Les Acteurs                                                         | камео |
| 2001      | с   | Фабіо Монтале                         | Fabio Montale                                                       | 3 серії. Фабіо Монтале (фр. Fabio Montale)                                                                                       |
| 2003—2004 | с   | Френк Ріва                            | Frank Riva                                                          | 6 серій. Френк Ріва (фр. Frank Riva)                                                                                             |
| 2003      | тф  | Лев                                   | Le Lion                                                             | Джон Булліт (фр. John Bullit) |
| 2008      | ф   | Астерікс на Олімпійських іграх        | Astérix aux Jeux olympiques                                         | Гай Юлій Цезар (фр. Jules César)                                                                                                 |
| 2010      | тф  | Один чоловік забагато                 | Un mari de trop                                                     | метр Максім де Ружмон (фр. Maître Maxime de Rougemont)                                                                           |
| 2011      | док | Окупаційний інтим                     | L'Occupation Intime                                                 | Озвучення закадрового голосу |
| 2012      | ф   | З новим роком, мами!                  | С новым годом, мамы!                                                | камео |
| 2019      | ф   | Будь-яка схожість...                  | Toute ressemblance…                                                 | камео |

## Нагороди та номінації
Державні ордени

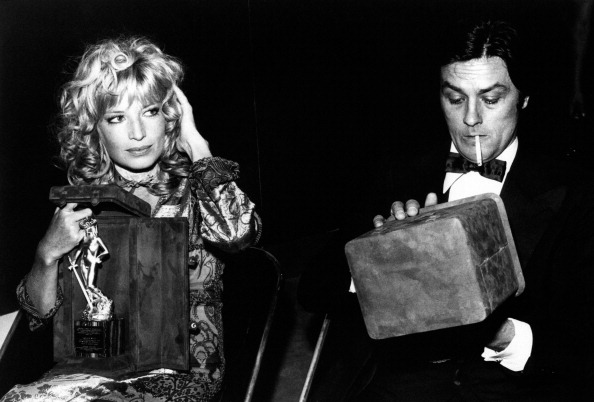
Моніка Вітті і Делон зі Спеціальний «Давид ді Донателло» «Давид ді Донателло», 1972 рік

- Офіцер ордену Почесного легіону (нагороджений Жаком Шираком 25 березня 2005 року, посвячений у кавалери ордену 21 лютого 1991 року[42]);
- Офіцер національного ордену «За заслуги» (прямо посвячений в офіцери 13 травня 1995 року[58]);
- Командор ордену мистецтв і літератури (26 травня 1986[59]);
- Кавалер ордена «За заслуги» III ст. (Україна, 4 вересня 2023) — за вагомий особистий внесок у зміцнення міждержавного співробітництва, підтримку державного суверенітету та територіальної цілісності України, популяризацію Української держави у світі[60].

Кінопремії
| Рік  | Конкурс                                    | Номінація                             | Фільм            | Результат | Прим.  |
| ---- | ------------------------------------------ | ------------------------------------- | ---------------- | --------- | ------ |
| 1964 | «Золотий глобус»                           | Найперспективніший новачок – чоловік  | Леопард          | Номінація | [ 61 ] |
| 1964 | Laurel Awards                              | Найкраще чоловіче нове обличчя        | —                | Номінація | [ 61 ] |
| 1972 | «Давид ді Донателло»                       | Спеціальний «Давид ді Донателло»      | Мосьє Кляйн      | Перемога  | [ 61 ] |
| 1977 | «Сезар»                                    | Найкраща чоловіча роль                | Мосьє Кляйн      | Номінація | [ 61 ] |
| 1978 | «Сезар»                                    | Найкраща чоловіча роль                | Смерть негідника | Номінація | [ 61 ] |
| 1985 | «Сезар»                                    | Найкраща чоловіча роль                | Наша історія     | Перемога  | [ 61 ] |
| 1987 | «Бамбі»                                    | Міжнародна програма                   | —                | Перемога  | [ 61 ] |
| 1989 | Таормінський кінофестиваль                 | Кар'єра Харібди                       | —                | Перемога  | [ 61 ] |
| 1995 | Берлінський міжнародний кінофестиваль      | «Почесний Золотий Ведмідь»            | —                | Перемога  | [ 61 ] |
| 1998 | «Золота камера»                            | «Золота камера» за життєві досягнення | —                | Перемога  | [ 61 ] |
| 1999 | Премія Флаяно                              | Нагорода за кар'єру                   | —                | Перемога  | [ 61 ] |
| 2003 | Міжнародний кінофестиваль у Марракеш       | Почесна нагорода фестивалю            | —                | Перемога  | [ 61 ] |
| 2012 | Міжнародний кінофестиваль у Локарно        | Премія за життєві досягнення          | —                | Перемога  | [ 61 ] |
| 2017 | Трансильванський міжнародний кінофестиваль | Премія за життєві досягнення          | —                | Перемога  | [ 61 ] |
| 2019 | Каннський кінофестиваль                    | «Почесна Золота пальмова гілка»       | —                | Перемога  | [ 61 ] |
| 2020 | Корт-Меді                                  | Нагорода за життєві досягнення        | —                | Перемога  | [ 61 ] |

## Родина та особисте життя

### Романтичні стосунки та діти

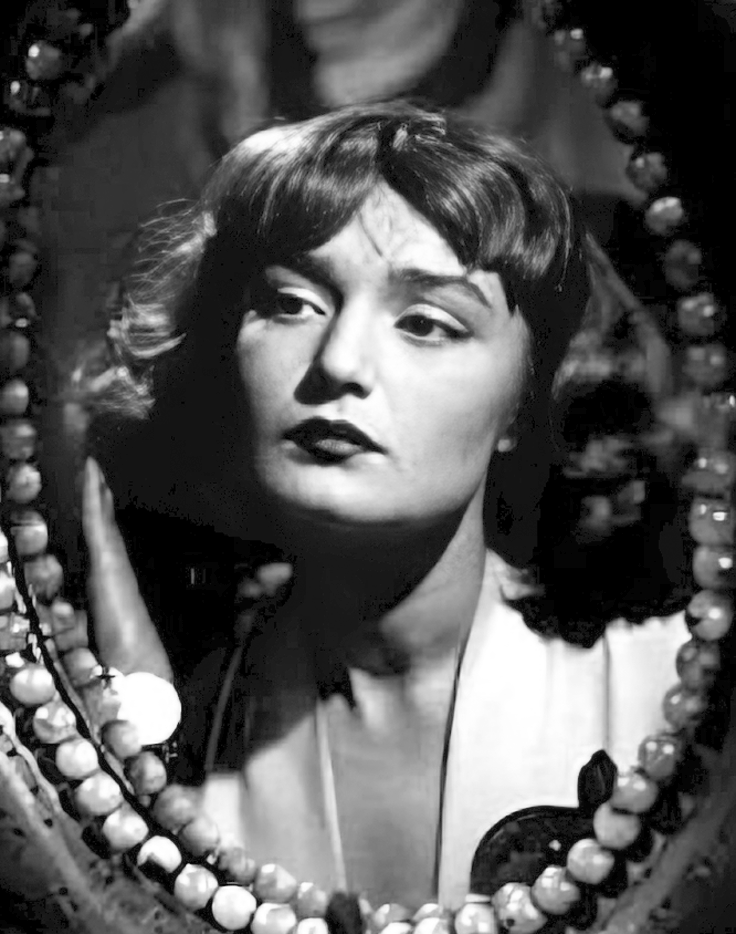
Бріжит Обер[fr] (1956)
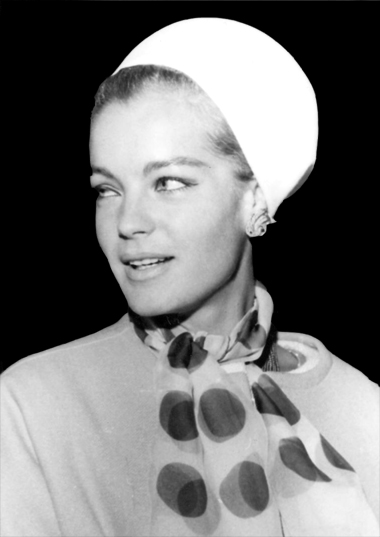
Ромі Шнайдер (1959—1963)
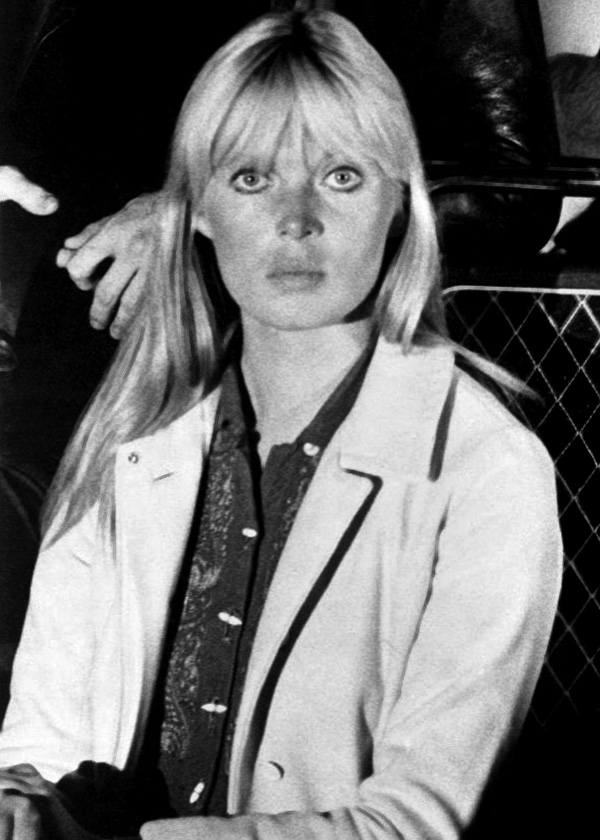
Ніко (1961)
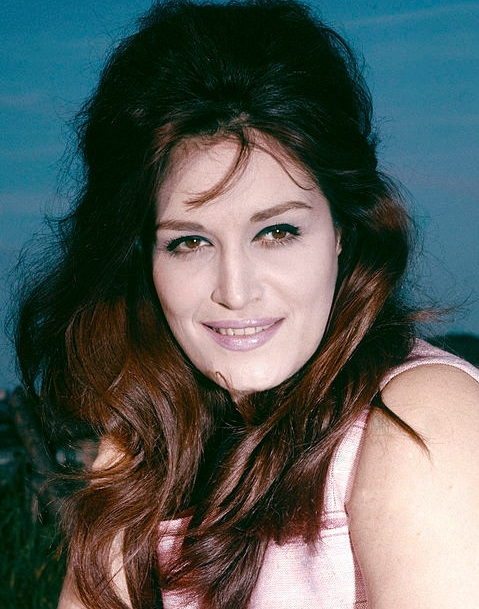
Даліда (1962)
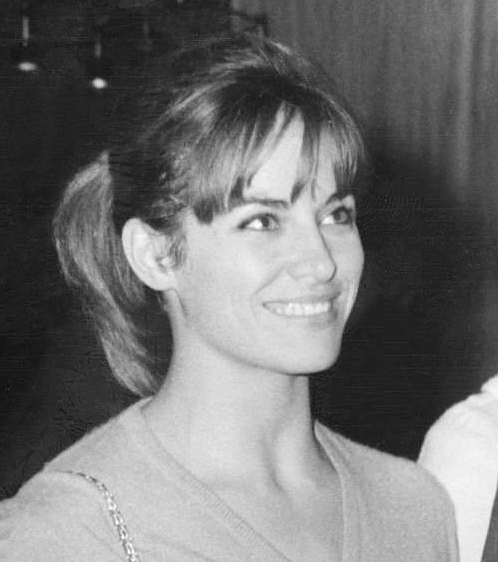
Наталі Делон (1964—1968, дружина)
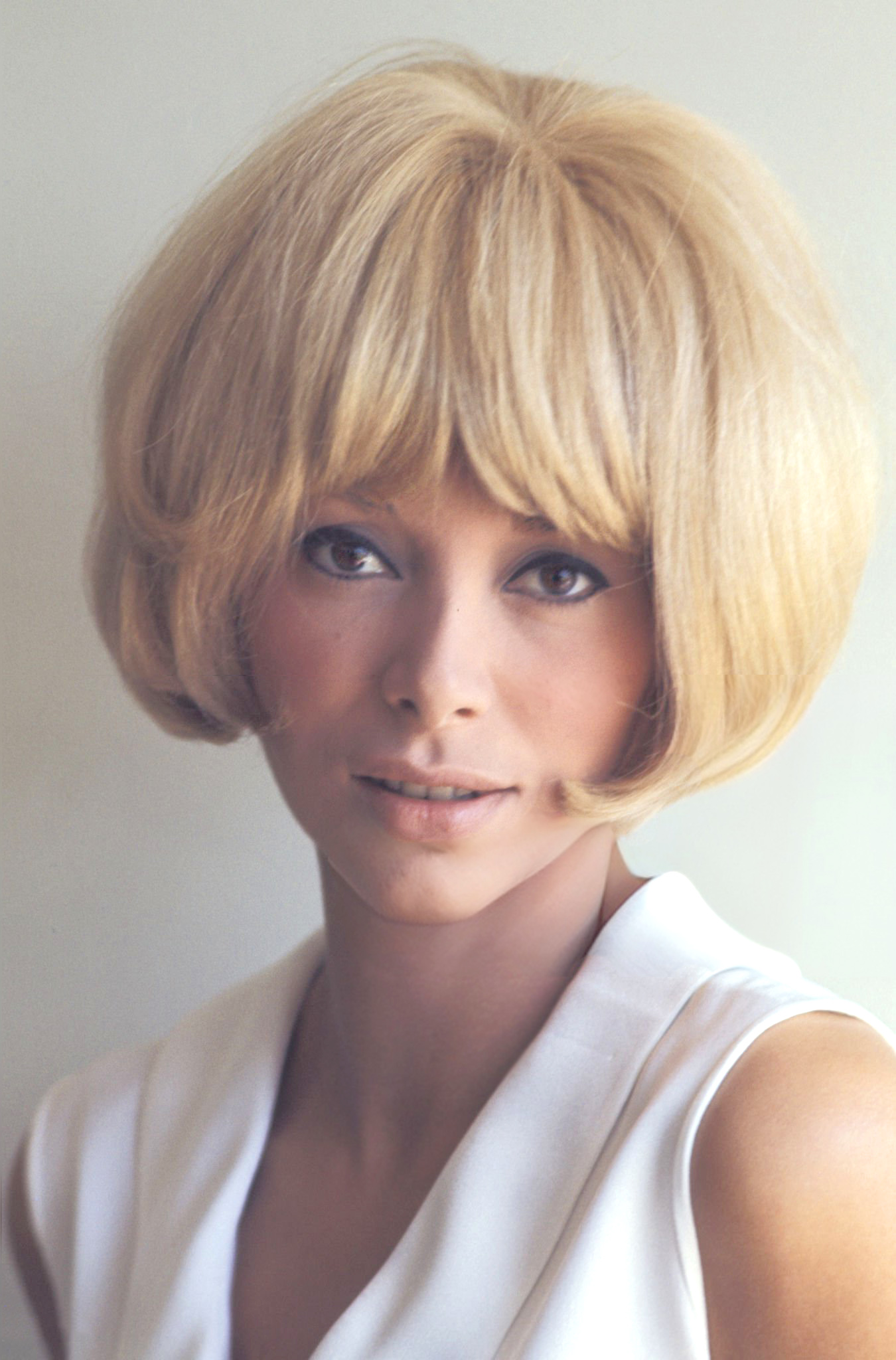
Мірей Дарк (1968—1982)
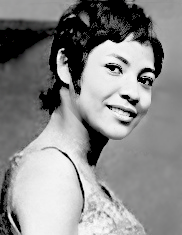
Меддлі Беймі[fr] (1968—1971)
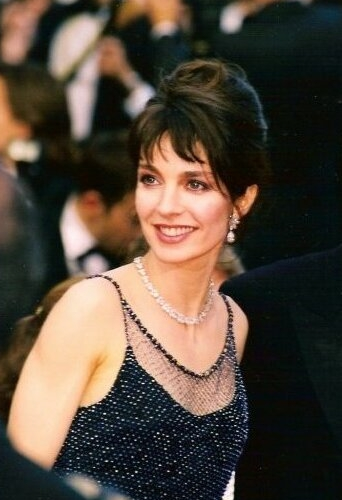
Анн Парійо (1981—1986)
Кетрін Блейні
Розалі ван Брімен[fr] (1987—2001)
Хіромі Роллін (2021—2023)

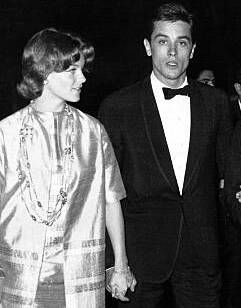
«Молодята Європи», 1961 рік, Фестиваль Двох Світів

Ще до великого акторського успіху відомо про стосунки Делона з Бріжит Обер і Мішель Корду, дружині Іва Аллегре. На знімальному майданчику фільму «Крістіна» (фр. Christine) Ален познайомився з австрійською акторкою Ромі Шнайдер. Вони закохалися одне в одного з першого погляду, йому на той момент було 22 роки, а вона на три роки від нього молодша. 22 березня 1959 року на березі озера Лугано в будинку батьків Шнайдер «Молодята Європи» (фр. fiancés de l'Europe), як їх тоді називали, повінчалися. Їхній роман тривав впродовж 1959—1963 років.
Німецька співачка Ніко, з якою в Алена були короткотривалі стосунки, 11 серпня 1962 року народила хлопчика Крістіана Аарона Пеффгена, відомого також як Арі Булонь. Попри те, що дитину виховувала Едіт, мати Делона, та усиновив його вітчим, прізвище якого отримав Арі, Ален Делон завжди заперечував, що він був батьком цієї дитини. У 2001 році у своїй книзі спогадів «Любов ніколи не забуває» (фр. L'amour n'oublie jamais) Крістіан Аарон Булонь стверджував, що він був сином Алена Делона.[джерело?]
Через рік після розриву зі Шнайдер, 13 серпня 1964 року, актор одружився з нікому невідомою дівчиною, Франсін Бартелемі (Канова) в Ла-Віль-о-Клер (департамент Луар і Шер), яка до того ж ще й мала дитину від першого шлюбу. За кілька років Франсін дебютувала в кіно, як «Наталі Делон» разом з чоловіком. 30 вересня 1964 року в Лос-Анджелесі, де актор збирався підписати довгостроковий контракт і зробити кар'єру, народився первенець подружжя — Ентоні. З 19 жовтня 1967 року вони проживали окремо, а 14 лютого 1969 року остаточно розійшлися.
У середині 1960-х в Алена Делона був роман зі співачкою Далідою, хоча вони були друзями з моменту їх першої зустрічі в Парижі 1955 року, оскільки були сусідами на Єлисейських полях. У 1973 році Делон і Даліда, виконали в дуеті шансонову пісню Paroles... Paroles.... Синґл потрапив в чарти як на батьківщині, так і за кордоном, зокрема за 14 тижнів протримався на 4 місці в Бельгії та досяг 28 місця в Японії.
Протягом 15 років, з 1968 до 1983 року, Ален Делон зустрічався з акторкою Мірей Дарк. Дарк підтвердила, що пара мала стосунки втрьох з Меддлі Беймі, танцівницею Claudettes Клода Франсуа, поки Меддлі не пішла до Жака Бреля.
На початку 1980-х років у Делона був роман з акторкою Анн Парійо, потім ще коротший, з Кетрін Блейні, колишньою дружиною автогонщика Дідьє Піроні. У березні 1985 року він позував з нею на обкладинці Paris Match, а також у вересні 1985 року на обкладинці Ciné Télé Revue під час церемонії нагородження. У 1987 році актор познайомився з голландською моделлю Розалі ван Брімен на зйомках кліпу на його пісню Comme au cinéma. Розалі народила актору двох дітей — доньку Анушку та сина Алена-Фаб'єна. Вони розійшлися у 2001 році після 14 років спільного життя.
У 2021 році під час інтерв'ю Paris Match Ален повідомив, що у нього є партнерка японського походження Хіромі Роллін. 5 липня 2023 року троє дітей Алена подали скаргу в поліцію на супутницю актора, за моральні знущання, привласнення листування, жорстоке поводження з тваринами, умисне насильство, викрадення та «зловживання слабкістю». За словами Ентоні Делона, його батько письмово попросив Роллен залишити його дім у Душі-Монкорбон. Попереднє розслідування було відкрито 6 липня. Наступного дня адвокат Хіромі підтвердила, що вона буде оскаржувати звинувачення, а також додала, що подасть скаргу на членів сім'ї Делон і охоронців за насильство, скоєне 5 липня 2023 року.

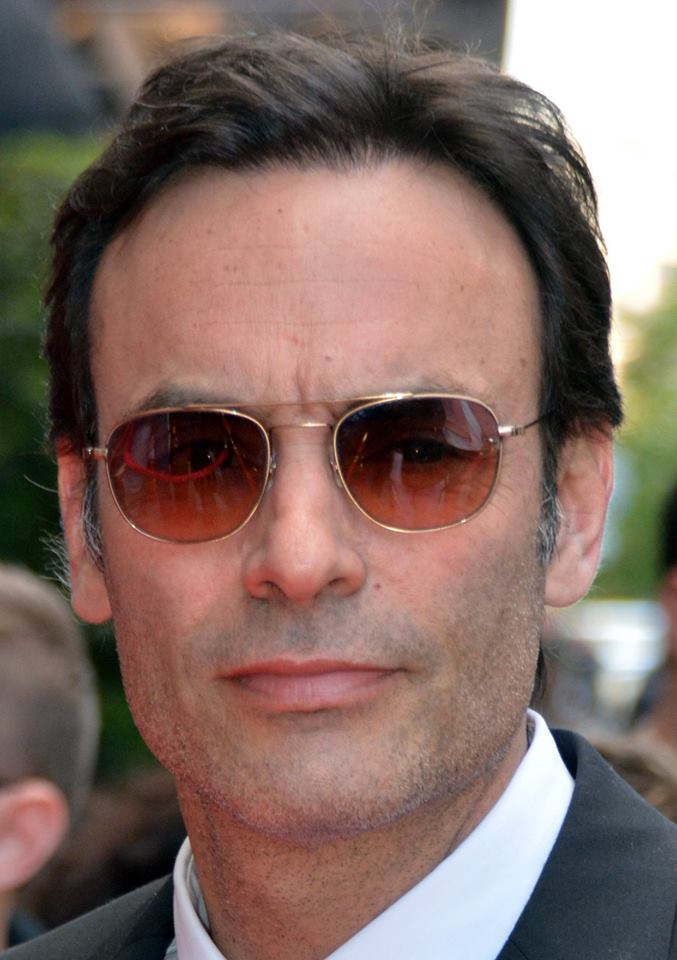
Ентоні (1964 від Наталі Делон)
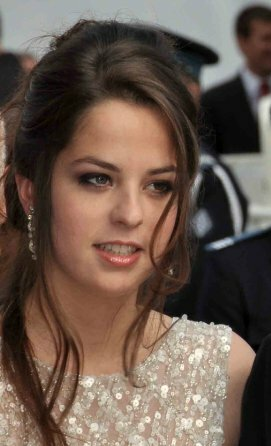
Анушка (1990 від Розалі ван Бремен)
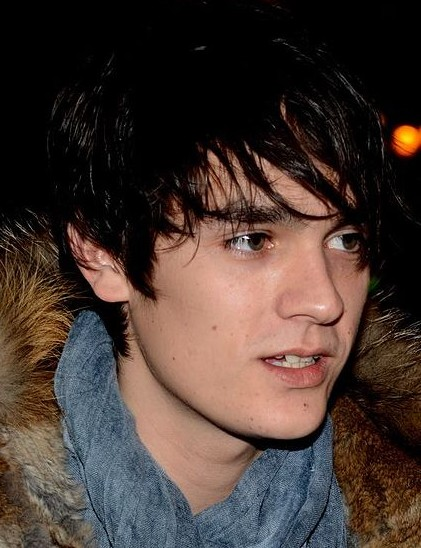
Ален-Фаб'єн Делон (1994 від Розалі ван Бремен)

- Ентоні
(нар. 1964 від Наталі Делон)
- Анушка
(нар. 1990 від Розалі ван Бремен)
- Ален-Фаб'єн[fr]
(нар. 1994 від Розалі ван Бремен)

## Ален Делон і політика

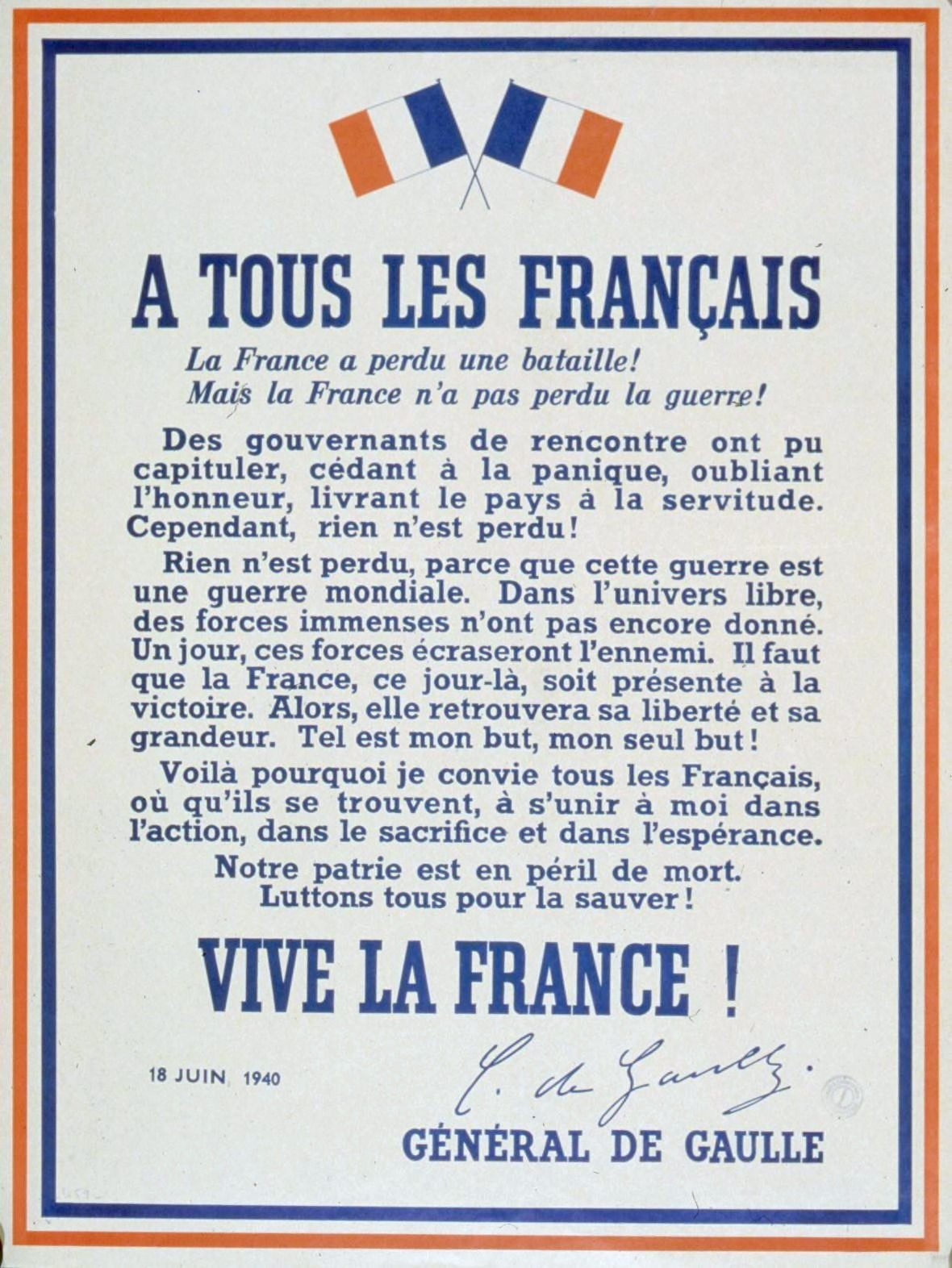
«До всіх французів»

Ален Делон визначає себе як голліста, пояснюючи, що був «вихований у дусі генерала де Голля». У грудні 1970 року Делон придбав рукопис тексту плаката «До всіх французів» (фр. À tous les Français), який де Голль наказав розвішати вулицями Лондона 20 червня 1940 року, пізніше актор передав його канцлеру Ордена Визволення.

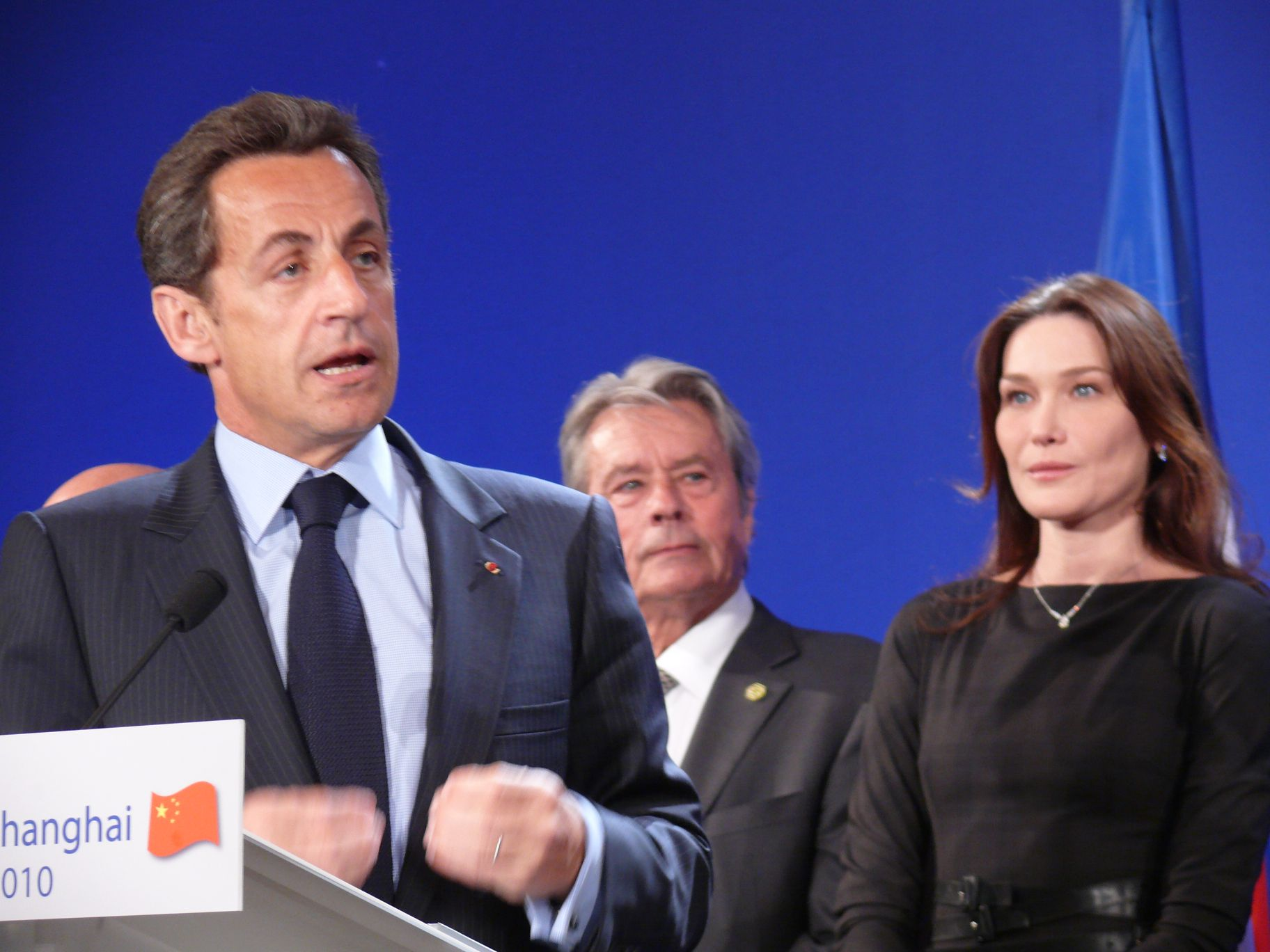
Делон і Карла Бруні під час виступу Ніколя Саркозі на прийомі для французів в Шанхаї, 2010 рік

Як і багато інших митців, зокрема Бріжіт Бардо, він закликав голосувати за правоцентристського політика Валері Жискара д'Естена під час президентських виборів у 1974 та 1981 роках, а у 1988 році підтримав у першому турі кандидатуру Раймона Барра.
З кінця 1980-х років Делон висловлював свою симпатію до Жана-Марі Ле Пена «є речі в його програмі [, які Алена] задовольняють, а інші ні». В інтерв'ю актор казав, що ультраправі «все ще залишаються правими» і що вони «об'єднують кілька мільйонів французів» і на це потрібно зважати. У жовтні 2013 року він привітав прогрес популістського Національного фронту на виборах Цю позицію, яку засудили організатори конкурсу Міс Франція та змусили його піти у відставку з посади президента комітету, на що актор відповів: «ваша полеміка настільки ж абсурдна, як і нарцисична та нав'язлива. Ваше ставлення — це зневага до вашої ж громадськості, яка має право голосувати за кого хоче, явне заперечення реальності.».
Все ж, за словами актора, він віддає перевагу Ніколя Саркозі, а не Національному фронту. А під час виборів до Європейського парламенту 2014 року актор висловив свою симпатію руху Force Vie Крістін Бутін.
22 жовтня 2022 року Ален Делон вперше від 2021 року з'явився на публіці, щоб підтримати Україну. Окрім того, французький актор є другом президента України Володимира Зеленського, зустріч із яким відбулась 23 вересня.